# Liste der Biografien/Por
Liste der Biografien |
Portal Biografien |
Personensuche
# |
A |
B |
C |
D |
E |
F |
G |
H |
I |
J |
K |
L |
M |
N |
O |
P |
Q |
R |
S |
T |
U |
V |
W |
X |
Y |
Z |
?
 
Pa |
Pc |
Pe |
Pf |
Ph |
Pi |
Pj |
Pk |
Pl |
Pm |
Pn |
Po |
Pr |
Ps |
Pt |
Pu |
Pv |
Pw |
Py
 
Poa |
Pob |
Poc |
Pod |
Poe |
Pof |
Pog |
Poh |
Poi |
Poj |
Pok |
Pol |
Pom |
Pon |
Poo |
Pop |
Por |
Pos |
Pot |
Pou |
Pov |
Pow |
Pox |
Poy |
Poz
Die Liste der Biografien führt alle Personen auf, die in der deutschsprachigen Wikipedia einen Artikel haben. Dieses ist eine Teilliste mit 790 Einträgen von Personen, deren Namen mit den Buchstaben „Por“ beginnt.

## Por
- Pór, Bertalan (1880–1964), ungarischer Maler

### Pora
- Porada, Edith (1912–1994), US-amerikanische Vorderasiatische Archäologin und Altorientalistin
- Porada, Haik Thomas (* 1972), deutscher Landeshistoriker
- Poradeci, Lasgush (1899–1987), albanischer Dichter
- Poradowska, Marguerite (1848–1937), belgische Schriftstellerin
- Poradowski, Stefan Bolesław (1902–1967), polnischer Komponist
- Porai-Koschiz, Alexander Jewgenjewitsch (1877–1949), russischer Chemiker und Hochschullehrer
- Porai-Koschiz, Jewgeni Alexandrowitsch (1907–1999), russischer Festkörperchemiker und Hochschullehrer
- Porai-Koschiz, Michail Alexandrowitsch (1918–1994), russischer Kristallchemiker, Kristallograf und Hochschullehrer
- Poraj, Bo (* 1973), englischer Schauspieler
- Poramet Arjvirai (* 1998), thailändischer Fußballspieler
- Poramut Krongborisut (* 1985), thailändischer Fußballspieler
- Porat, Chanan (1943–2011), israelischer Rabbiner und Politiker
- Porat, Dina (* 1943), israelische Historikerin
- Porat, Orna (1924–2015), deutsch-israelische Schauspielerin
- Porat, Otto von (1903–1982), norwegischer Schwergewichtsboxer und Goldmedaillengewinner
- Porat, Ruth (* 1957), britisch-amerikanische Geschäftsfrau
- Porath, Finn (* 1997), deutscher FußballspielerFinn Porath (* 1997)

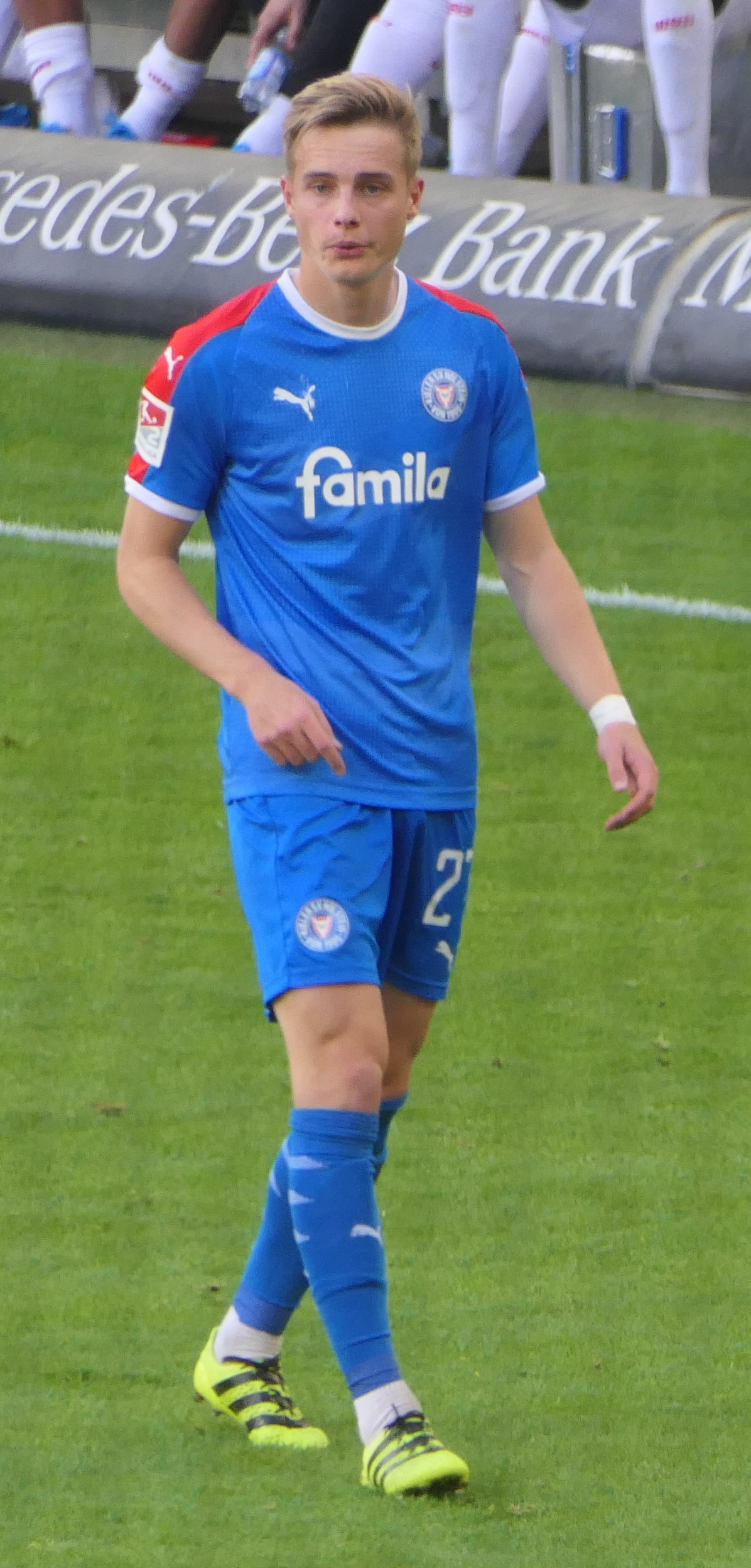
Finn Porath (* 1997)

- Porath, Günter (1932–2014), deutscher Mathematiker und Hochschullehrer
- Porath, Jerker (1921–2016), schwedischer Biochemiker und Erfinder
- Porath, Josef (1909–1996), israelischer Schachspieler deutscher Herkunft
- Porath, Julia (* 1986), deutsche Hörfunkmoderatorin
- Porath, Silke (* 1971), deutsche Schriftstellerin
- Porath, Tim (* 1975), deutscher Theaterschauspieler
- Porawat Siriwattanakorn (* 1983), thailändischer Fußballspieler
- Poraz, Avraham (* 1945), israelischer Politiker, Minister und Knesset-Abgeordneter

### Porb
- Porbadnik, Klaus (* 1930), deutscher Leichtathlet
- Porbeck, Friedrich von (1802–1867), badischer Generalleutnant und Mitglied des badischen Landtags
- Porbeck, Georg von (1766–1837), Beamter, Jurist, Gymnasiallehrer
- Porbeck, Heinrich von (1771–1809), badischer Generalmajor und Militärschriftsteller
- Porbeck, Otto von (1764–1841), kurhessischer und westphälischer Beamter und Politiker

### Porc
- Porcarelli, Pietro (* 1948), italienischer Diplomat
- Porcari, Matías (* 1986), argentinischer Fußballspieler
- Porcari, Stefano († 1453), römischer Politiker und Humanist
- Porcaro, Jeff (1954–1992), US-amerikanischer Musiker, Schlagzeuger der Rockband Toto
- Porcaro, Joe (1930–2020), US-amerikanischer Jazz-Schlagzeuger und Schlagzeuglehrer
- Porcaro, Mike (1955–2015), US-amerikanischer Bassist der Rockband Toto
- Porcaro, Steve (* 1957), US-amerikanischer Keyboarder, Songschreiber und FilmkomponistSteve Porcaro (* 1957)

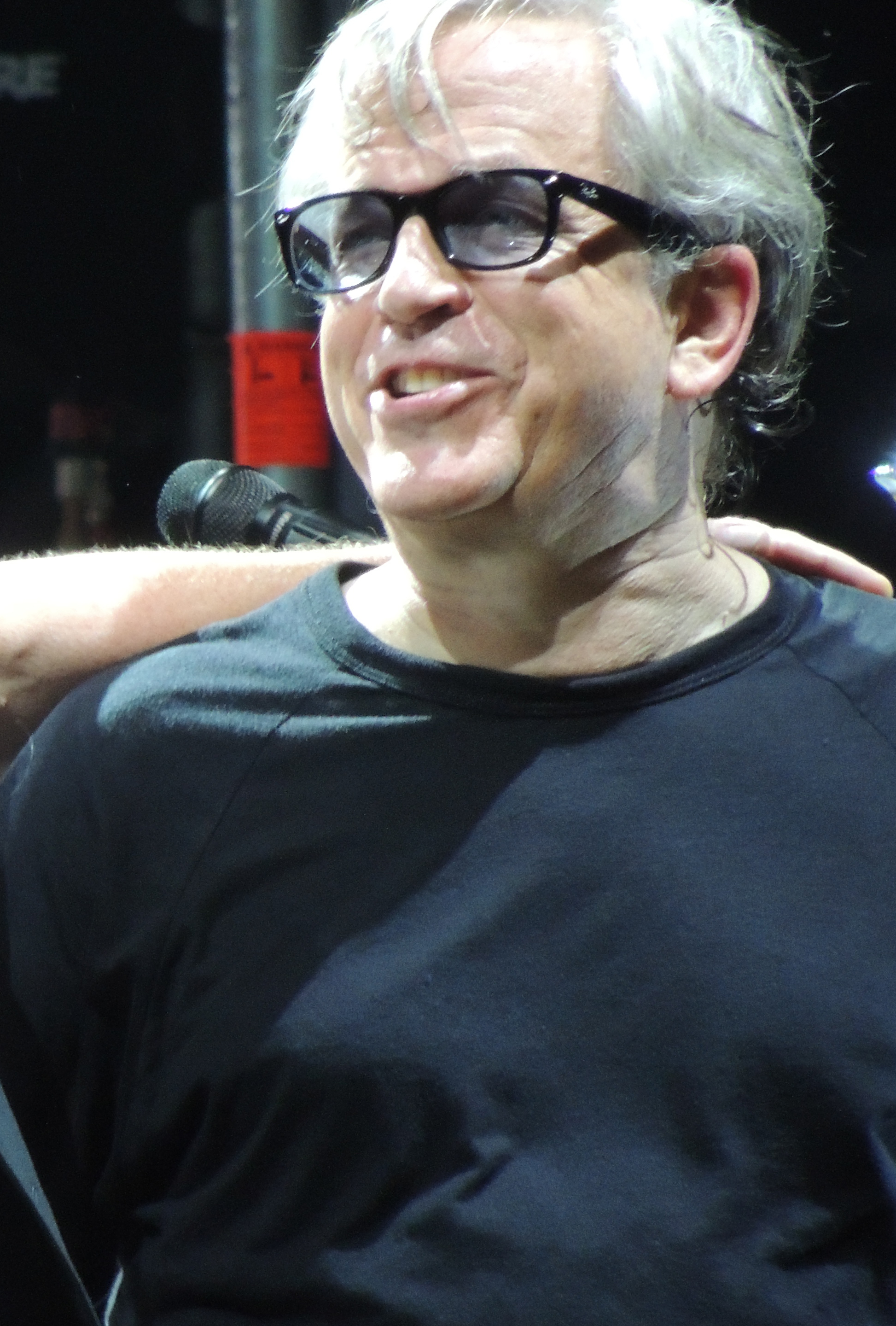
Steve Porcaro (* 1957)

- Porcaroli, Benedetta (* 1998), italienische Schauspielerin und Model
- Porcasi, Gaetano (* 1965), sizilianischer Maler
- Porcasi, Paul (1879–1946), italienisch-US-amerikanischer Schauspieler
- Porcayo Uribe, Juvenal (1917–1983), mexikanischer Geistlicher, römisch-katholischer Bischof von Tapachula
- Porceddu, Gigi (* 1963), italienischer Künstler
- Porcelain Black (* 1985), US-amerikanische Industrial-, Pop-Rock-Sängerin
- Porcelijn, David (* 1947), niederländischer Dirigent, Musikpädagoge und Komponist
- Porcell i Guàrdia, Francesc (1813–1890), katalanischer Komponist, Tenor und Kapellmeister
- Porcelli, Bobby (* 1937), US-amerikanischer Jazzmusiker
- Porcellis, Jan († 1632), niederländischer Marinemaler
- Porcello, Massimilian (* 1980), deutsch-italienischer FußballspielerMassimilian Porcello (* 1980)

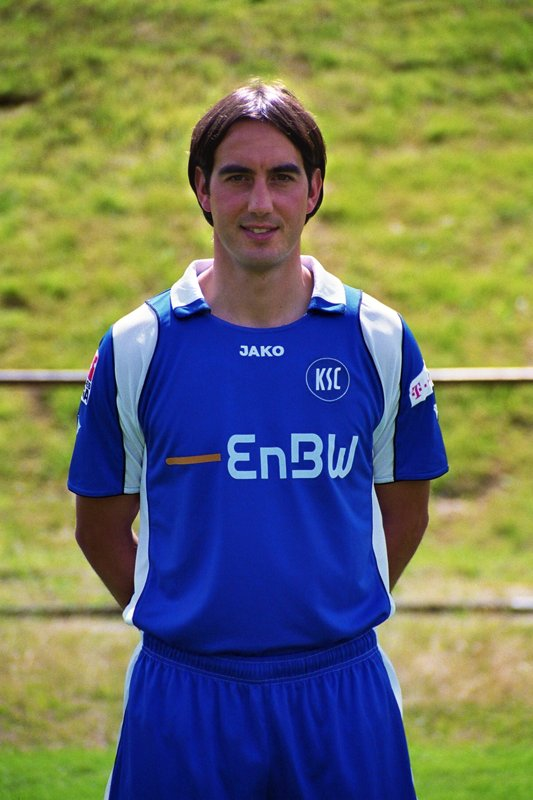
Massimilian Porcello (* 1980)

- Porch, Beth, britische Krankenschwester und Sängerin
- Porché, François (1877–1944), französischer Schriftsteller, Dichter und Literaturhistoriker
- Porcheddu, Giovanni Antonio (1860–1937), italienischer Bauingenieur
- Porcher, Friedrich Joseph (1814–1877), deutscher Bildhauer, Maler und Lithograf
- Porcher, Georg (1860–1936), preußischer Landrat
- Porchères Laugier, Honorat de (1572–1653), französischer Dichter und Mitglied der Académie française
- Porchet, Adrien (1907–2008), Schweizer Filmproduzent, Filmemacher und Kameramann
- Porchet, Arthur-Adrien (1879–1956), Schweizer Kameramann
- Porchet, Léonore (* 1989), Schweizer Politikerin (GP)
- Porchetus Salvaticus, italienischer Kartäuser und Autor
- Porchia, Antonio (1885–1968), argentinischer Schriftsteller (Lyriker)
- Porchia, Ornella (* 1966), italienische Juristin
- Porchia, Sandro (* 1977), deutsch-italienischer Fußballspieler
- Porchier, Laurent (* 1968), französischer Ruderer
- Porchomowski, Alexandr (* 1972), israelischer Sprinter
- Porcia, Tochter des jüngeren Cato, Frau des BrutusPorcia

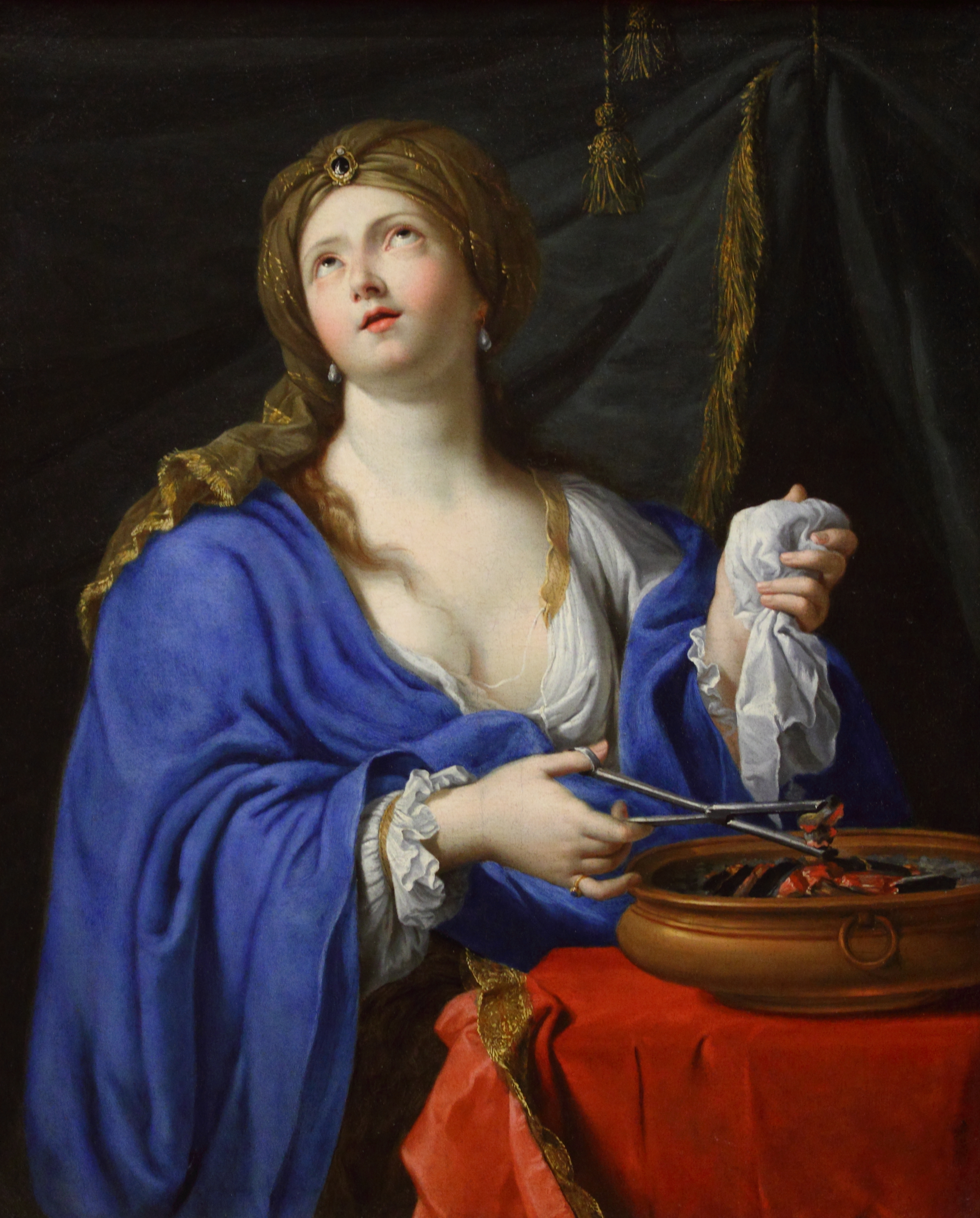
Porcia

- Porcia († 45 v. Chr.), römische Aristokratin, Schwester Catos des Jüngeren und Ehefrau des Lucius Domitius Ahenobarbus
- Porcia, Bartolomeo († 1578), apostolischer Nuntius
- Porcia, Johann Ferdinand von (1605–1665), österreichischer Staatsmann
- Porcile, François (* 1944), französischer Autor, Musikwissenschaftler und Filmregisseur
- Porcile, Pablo (* 1996), uruguayischer Fußballspieler
- Porcino, Al (1925–2013), US-amerikanischer Jazztrompeter und Orchesterleiter
- Porcius Cato Licinianus, Marcus († 152 v. Chr.), römischer Politiker und Sohn von Marcus Porcius Cato dem Älteren
- Porcius Cato Salonianus, Marcus der Ältere (* 154 v. Chr.), römischer Politiker
- Porcius Cato Salonianus, Marcus der Jüngere, römischer Politiker
- Porcius Cato, Gaius, römischer Konsul 114 v. Chr.
- Porcius Cato, Lucius († 89 v. Chr.), römischer Politiker, Konsul 89 v. Chr.
- Porcius Cato, Marcus († 118 v. Chr.), römischer Konsul 118 v. Chr.
- Porcius Cato, Marcus, römischer Politiker
- Porcius Cato, Marcus († 42 v. Chr.), Sohn des Marcus Porcius Cato Uticensis
- Porcius Cato, Marcus der Ältere (234 v. Chr.–149 v. Chr.), römischer Feldherr, Historiker, Schriftsteller und konservativer Staatsmann
- Porcius Crescens, Lucius, römischer Offizier (Kaiserzeit)
- Porcius Latro, Marcus († 4 v. Chr.), römischer Lehrer der Beredsamkeit und Übungsredner mit einer eigenen Rhetorikschule
- Porcius Licinus, Lucius, römischer Prätor 207 v. Chr.
- Porcius Licinus, Lucius, römischer Konsul 184 v. Chr.
- Porcius Marcellus, Marcus, römischer Offizier (Kaiserzeit)
- Porcius Potitus, Quintus, römischer Offizier (Kaiserzeit)
- Porcius Vetustinus, römischer Statthalter
- Porcius, Marcus, antiker römischer Beamter der Stadt Pompeji
- Porco, Carolyn (* 1953), US-amerikanische Planetologin
- Porco, Linden (* 1996), kanadischer Filmschauspieler
- Porcu, Germana (* 1988), italienische Violinistin
- Porcu, Sandro (* 1966), italienischer Künstler
- Porczik, Hans, sächsischer Amtshauptmann
- Porczk, Friedrich, sächsischer Amtshauptmann

### Pord
- Pordage, John (1607–1681), anglikanischer Priester, Mystiker und Astrologe
- Porden, Eleanor Anne (1795–1825), englische Dichterin
- Pordenone, Giovanni Antonio da († 1539), italienischer Maler
- Pordes, Alexander Siegmund (1878–1931), Schriftsteller und Librettist von über 50 Operetten, Sing- und Schauspielen
- Pordié, Fernand (1924–1995), senegalesisch-französischer Fußballspieler
- Pordzik, Peter (* 1962), deutscher Fußballspieler
- Pordzik, Ralph (* 1966), deutscher Autor

### Pore
- Poręba, Łukasz (* 2000), polnischer FußballspielerŁukasz Poręba (* 2000)

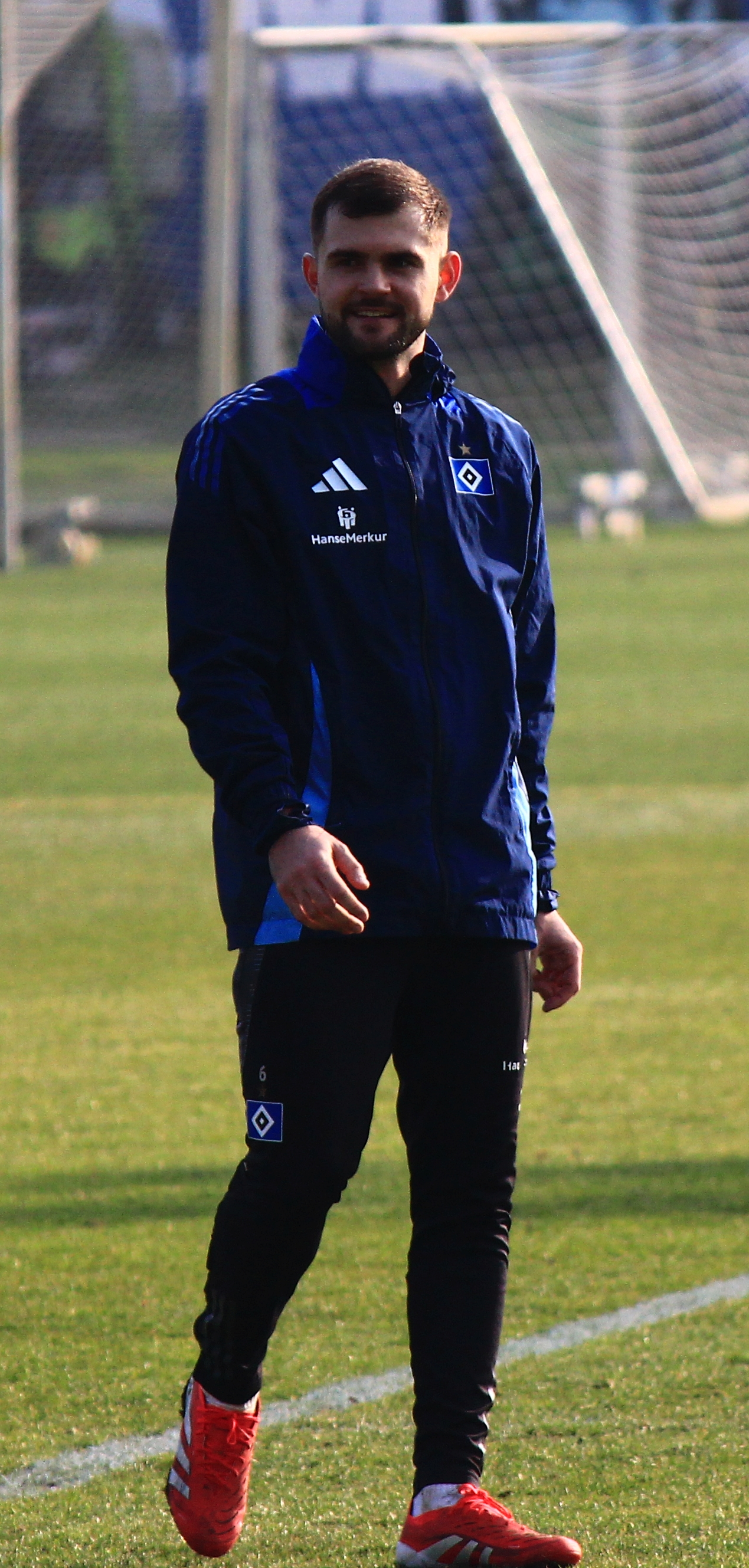
Łukasz Poręba (* 2000)

- Poręba, Tomasz (* 1973), polnischer Politiker, MdEP
- Porębski, Czesław (* 1945), polnischer Philosoph
- Porębski, Jerzy (1939–2021), polnischer Wissenschaftler, Sänger, Interpret von Shanties und Autor von Seeliedern, Publizist, Fischer und Segler sowie Förderer der Shanty-Bewegung in Polen
- Porębski, Mieczysław (1921–2012), polnischer Kunsthistoriker
- Poreceanu, Uta (1936–2018), rumänische Kunstturnerin
- Poredda, Brigitte (1936–2015), deutsche Malerin und Grafikerin
- Poredda, Karlheinz (1920–2012), deutscher Politiker (GB/BHE)
- Poredski, Milan (1922–2005), kroatischer Radrennfahrer
- Porée, Adolphe-André (1848–1939), französischer Historiker
- Porel, Marc (1949–1983), französischer Schauspieler
- Porela-Tiihonen, Susanna (* 1987), finnische Biathletin
- Porelli, Giuseppe (1897–1982), italienischer Schauspieler
- Poremba, Christopher (* 1967), deutscher Mediziner, Pathologe und Onkologe
- Porembsky, Alexa von (1906–1981), deutsche SchauspielerinAlexa von Porembsky (1906–1981)

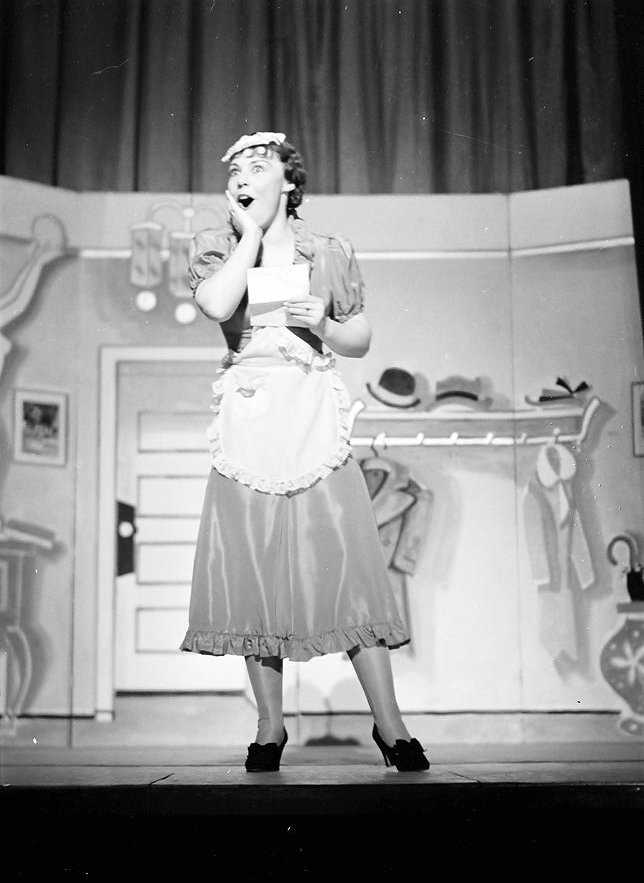
Alexa von Porembsky (1906–1981)

- Porembsky, Nina von (1940–1983), deutsche Schauspielerin bei Film und Fernsehen
- Poremski, Erich (1895–1980), deutscher Schauspieler, Operettensänger und Synchronsprecher
- Porena, Boris (1927–2022), italienischer Komponist und Kulturphilosoph
- Porenta, Carl von (1814–1898), slowenischer Jurist und Politiker
- Porepp, Georg (1875–1940), deutscher Lehrer, Komponist und Chorleiter
- Poreski, Thomas (* 1963), deutscher Politiker (Bündnis 90/Die Grünen), MdL
- Poret, Alisa Iwanowna (1902–1984), russisch-sowjetische Malerin und Illustratorin
- Poretschkin, Alexander (* 1949), deutscher Jurist und Ministerialbeamter
- Poretschkin, Theodor (1913–2006), deutscher General und Nachrichtenoffizier
- Poretti, Aldo (* 1906), Schweizer Fußballspieler
- Poretti, Giacomo (* 1956), italienischer Komiker, Schauspieler und Filmregisseur
- Porezag, Karsten (* 1944), deutscher Heimatforscher
- Porezki, Platon Sergejewitsch (1846–1907), russischer Mathematiker, Astronom, Logiker und Philosoph

### Porf
- Porfetye, Andreas (1927–2011), rumäniendeutscher Komponist, Pädagoge und Domkapellmeister
- Porfida, Giacomo († 1480), italienischer römisch-katholischer Bischof
- Porfirjanu, Wiktor (* 1991), kasachischer Biathlet
- Porfitz, Andrew (* 2001), deutscher Schauspieler

### Porg
- Porges, Alfred (1902–1978), österreichischer Politiker (SPÖ), Abgeordneter zum Nationalrat, Bundesrat
- Porges, Clara (1879–1963), deutsche Malerin
- Porges, Edmund (1872–1917), österreichischer Herausgeber und Filmpublizist
- Porges, Friedrich (1890–1978), österreichischer Journalist, Publizist, Herausgeber und Drehbuchautor
- Porges, Heinrich (1837–1900), sudetendeutscher Chorleiter und Musikkritiker
- Porges, Ingo (* 1938), deutscher Fußballspieler
- Porgès, Jules (1839–1921), französischer Diamantenhändler
- Porges, Nathan (1848–1924), österreichisch-deutscher Rabbiner
- Porges, Paul (1932–2013), österreichischer Mediziner und Pionier in der Schmerztherapie in Österreich
- Porges, Philipp (* 1997), deutscher Handballspieler
- Porges, Stephen (* 1945), US-amerikanischer Psychotraumatologe
- Porgras, Ana (* 1993), rumänische Kunstturnerin

### Porh
- Pörhölä, Ville (1897–1964), finnischer Leichtathlet

### Pori
- Poric, Emir (* 2004), österreichischer Fußballspieler
- Poritsky, Hillel (1898–1990), US-amerikanischer Mathematiker
- Poritz, Ernst-August (1921–2009), deutscher Politiker (CDU)
- Poritzky, Jakob Elias (1876–1935), deutscher Schauspieler und Schriftsteller
- Poritzky, Ruth (1902–1942), deutsche Opernsängerin, Komponistin, Harfenistin und Organistin
- Porizkova, Paulina (* 1965), tschechisch-US-amerikanisches Fotomodell und SchauspielerinPaulina Porizkova (* 1965)

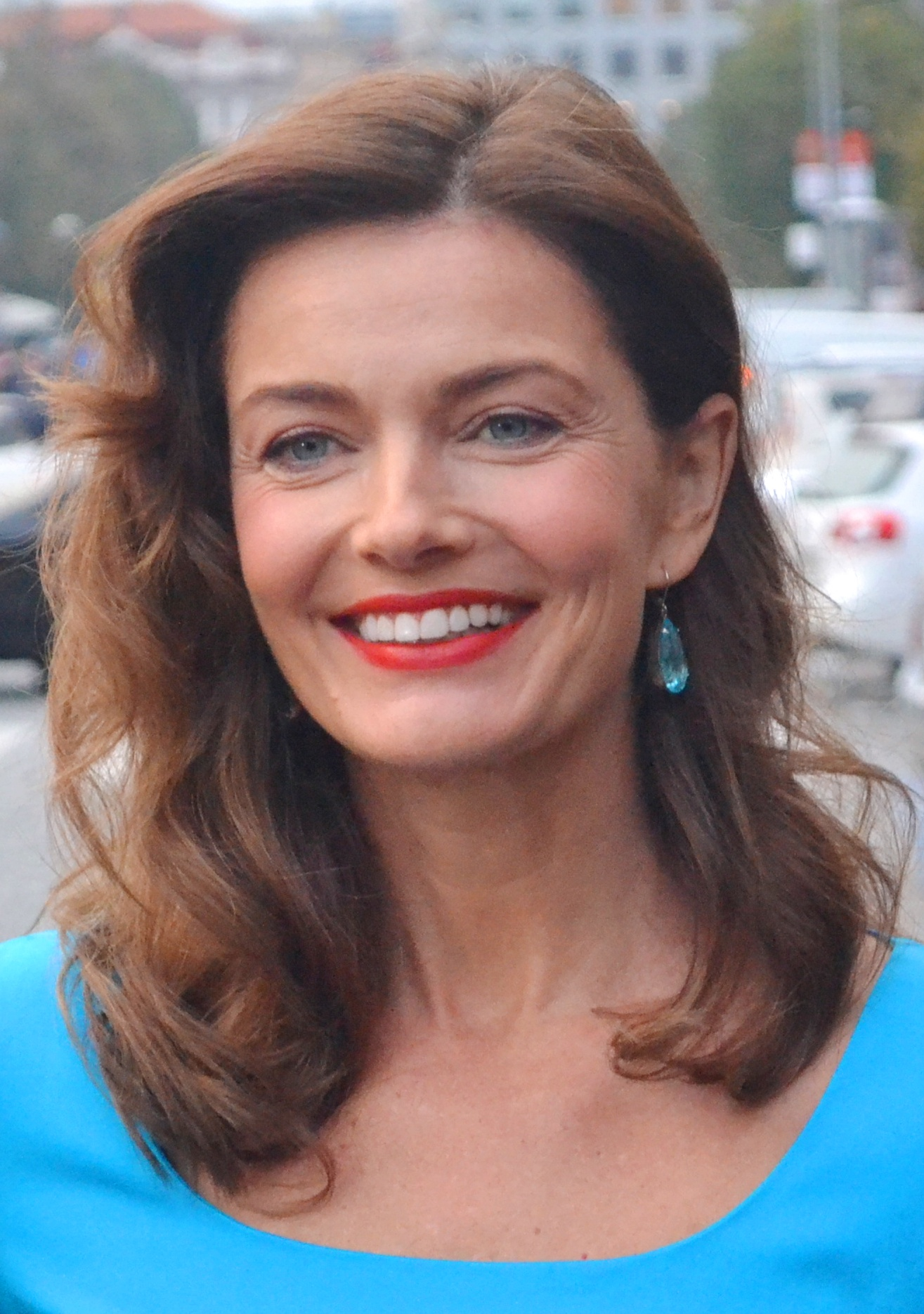
Paulina Porizkova (* 1965)

### Pork
- Porkay, Martin (1890–1967), ungarischer Kunstexperte
- Porkert, Josef (1828–1895), böhmischer Hersteller von Klavierrahmen
- Porkert, Manfred (1933–2015), deutscher Sinologe und Autor
- Porkka, Toni (* 1970), finnischer Eishockeyspieler
- Porko, Thor (1905–1977), finnischer Radrennfahrer
- Porkolab, Miklos (* 1939), ungarisch-amerikanischer Physiker
- Pörksen Roder, Judith (* 1963), Synodalratspräsidentin der Reformierten Kirchen Bern-Jura-Solothurn
- Pörksen, Anke (* 1966), deutsche Politikerin (SPD)
- Pörksen, Bernhard (* 1969), deutscher Medienwissenschaftler und Hochschullehrer
- Pörksen, Carsten (* 1944), deutscher Politiker (SPD), MdL
- Pörksen, Emil (1840–1920), deutscher Korrektor und Autor
- Pörksen, Jan (* 1964), deutscher Politiker (SPD) und Beamter
- Pörksen, Julian (* 1985), deutscher Autor, Regisseur und Dramaturg
- Pörksen, Martin (1903–2002), evangelischer Theologe und Politiker (parteilos), MdL
- Pörksen, Uwe (* 1935), deutscher Sprachwissenschaftler, Essayist und Hochschullehrer, Professor für Sprache und Literatur

### Porl
- Porle, Sonja (* 1960), slowenische Autorin
- Porley, Jorge (* 1963), uruguayischer Boxer
- Porlezza, Carlo (* 1939), Schweizer Fußballspieler

### Porm
- Pormann, Peter E. (* 1971), deutscher Klassischer Philologe, Islamwissenschaftler, Graeco-Arabist und Medizinhistoriker
- Pormeister, Piret (* 1985), estnische Skilangläuferin
- Pormeister, Valve (1922–2002), estnische Architektin

### Porn
- Pornacha Rodnakkaret (* 1996), thailändischer Fußballspieler
- Pornack, Bernd (* 1944), deutscher Tischtennisspieler
- Pörnbacher, Siegfried (1914–2006), Südtiroler Maler
- Pornchai Ardjinda (* 1984), thailändischer Fußballspieler
- Pornchai Chanin (* 1986), thailändischer Fußballspieler
- Pornchai Kasikonudompaisan (* 1992), thailändischer Fußballspieler
- Pörner, Ernst (1886–1965), deutscher Pädagoge, Naturschützer, Geologe und Heimatforscher
- Porner, Hans († 1430), deutscher Kaufmann, Kämmerer und Bankier
- Pörner, Jannik (* 1994), deutscher Volleyballspieler
- Pornero, Renee (* 1979), österreichische Erotik- und PornodarstellerinRenee Pornero (* 1979)

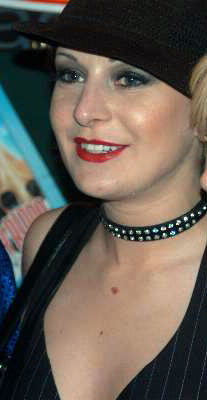
Renee Pornero (* 1979)

- Porno Ralle (* 1959), deutscher Pornodarsteller
- Pornpan Hoemhuk (* 1993), thailändische Leichtathletin
- Pornpreecha Jarunai (* 1985), thailändischer Fußballspieler
- Pornsak Pongthong (* 1987), thailändischer Fußballspieler
- Pornsawan Kratingdaenggym (* 1978), thailändischer Boxer
- Pornsawan Somsanit, thailändischer Fußballspieler
- Pornschlegel, Clemens (* 1958), deutscher Literaturwissenschaftler
- Pornschlegel, Sophie (* 1990), deutsche Politikwissenschaftlerin und Autorin
- Pornthep Chankai (* 1984), thailändischer Fußballspieler

### Poro
- Porochowa, Walerija Michailowna (1940–2019), sowjetische bzw. russische Hochschullehrerin und Koran-Übersetzerin
- Porochowschtschikow, Alexander Alexandrowitsch (1892–1941), russischer Flugzeugkonstrukteur
- Porokara, Roni (* 1983), finnischer Fußballspieler
- Poromaa, Larry (* 1963), schwedischer Skilangläufer
- Poromaa, William (* 2000), schwedischer Skilangläufer
- Porombka, Stephan (* 1967), deutscher Germanist
- Porombka, Vinzent (1910–1975), deutscher Politiker (KPD/SED), Widerstandskämpfer gegen den Nationalsozialismus
- Poron, Jean-François (1936–2020), französischer Schauspieler
- Poropat, Silvano (* 1971), kroatischer Basketballtrainer
- Poros († 317 v. Chr.), indischer Fürst
- Poroschenko, Maryna (* 1962), ukrainische Politikerin, First Lady der Ukraine (2014–2019) und Ehefrau von Petro Poroschenko
- Poroschenko, Oleksij (1936–2020), ukrainischer Unternehmer und Politiker, Held der Ukraine
- Poroschenko, Oleksij Petrowytsch (* 1985), ukrainischer Politiker
- Poroschenko, Petro (* 1965), ukrainischer Unternehmer und PolitikerPetro Poroschenko (* 1965)

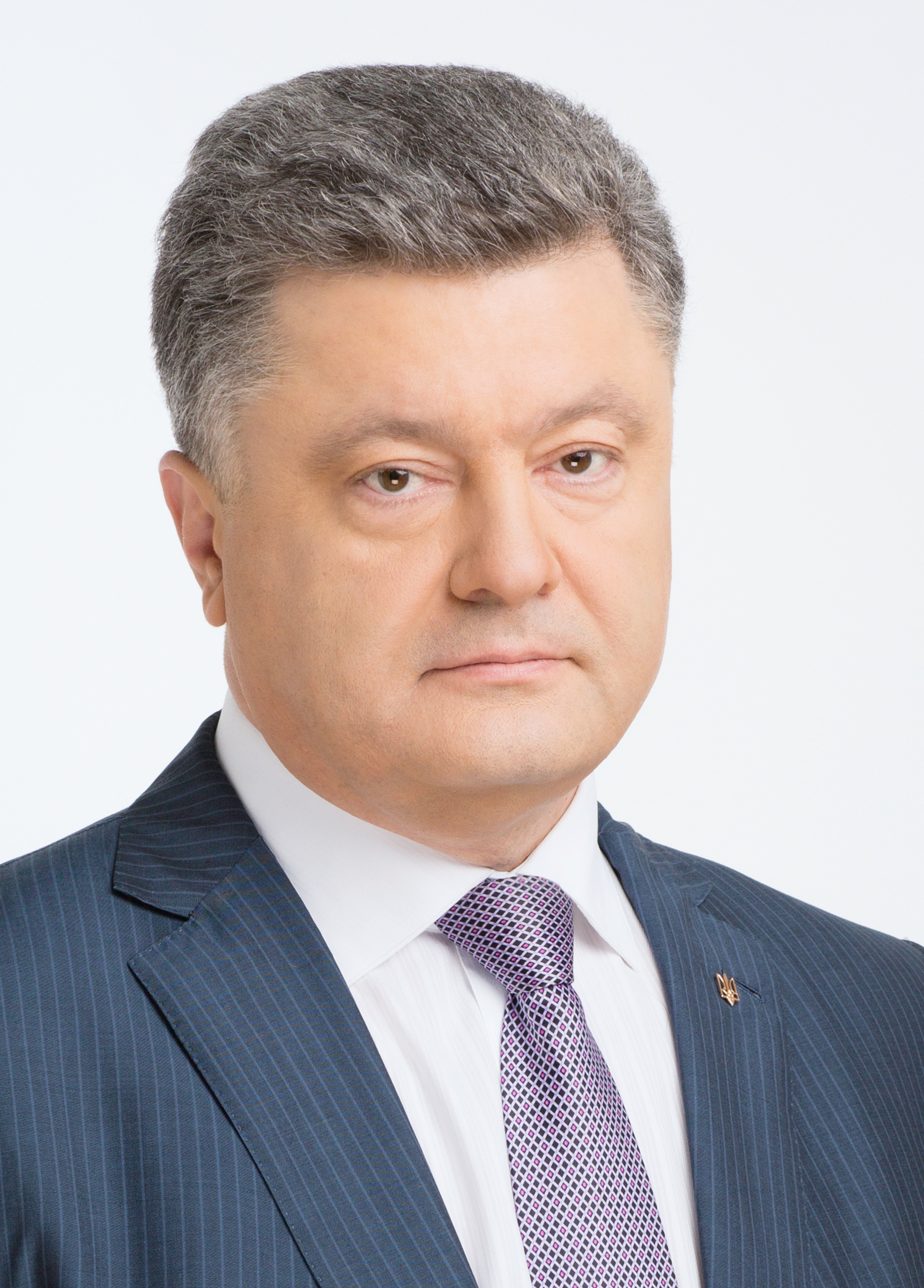
Petro Poroschenko (* 1965)

- Poroschkin, Ilja Jewgenjewitsch (* 1995), russischer Skilangläufer
- Poroschnjuk, Oleksandr (* 1947), ukrainischer Bildhauer
- Poroso, Marina (* 1998), ecuadorianische Sprinterin
- Porot, Antoine (1876–1965), französischer Psychiater
- Porot, Maurice (1912–1997), französischer Psychiater
- Porowska, Adriana (* 1978), polnische Sozialarbeiterin, Sozialpolitikerin
- Porozo, Jackson (* 2000), ecuadorianischer Fußballspieler

### Porp
- Porpaoin, Chana (* 1966), thailändischer Boxer im Strohgewicht
- Porphyrios, antiker griechischer Philosoph
- Porphyrios von Gaza († 420), Bischof von Gaza
- Porphyrios, Demetri (* 1949), griechischer Architekt
- Porpora, Nicola Antonio (1686–1768), italienischer Komponist und GesangslehrerNicola Antonio Porpora (1686–1768)

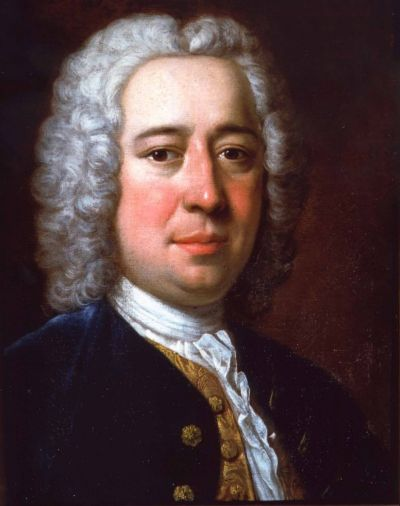
Nicola Antonio Porpora (1686–1768)

- Porpora, Paolo, italienischer Maler
- Porporato, Jean (* 1879), französischer Autorennfahrer
- Porporino (1719–1783), deutsch-italienischer Kastrat
- Porpramook, Kompayak (* 1982), thailändischer Boxer im Halbfliegengewicht

### Porr
- Porr, Arthur (1872–1915), österreichischer Bauunternehmer und Ingenieur
- Porr, Michael (* 1967), deutscher Kirchenmusiker und Komponist
- Porra, Lauri (* 1977), finnischer Musiker
- Porras Ayuso, Guadalupe (* 1987), spanische Fußballschiedsrichterassistentin
- Porras Barahona, Belisario (1856–1942), Journalist, Politiker und mehrfacher Staatspräsident von Panama
- Porras Barrenechea, Raúl (1897–1960), peruanischer Historiker und Politiker
- Porras y Ayllón, Rafaela (1850–1925), spanische Ordensschwester, Gründerin der Hermanas Esclavas del Sagrado Corazón de Jesús A.C.I
- Porras, Aleix (* 1999), spanischer Hürdenläufer
- Porras, Ana Gabriela (* 1994), kolumbianische Squashspielerin
- Porras, Baltazar (* 1944), venezolanischer Geistlicher, römisch-katholischer Erzbischof und Kardinal
- Porras, Elías Alberto, uruguayischer Politiker
- Porras, Gonzalo (* 1984), uruguayischer Fußballspieler
- Porras, José Francisco (* 1970), costa-ricanischer Fußballtorhüter
- Porras, María Consuelo (* 1953), guatemaltekische Juristin und Generalstaatsanwältin
- Porres, Martin von (1579–1639), peruanischer Heiliger, DominikanerMartin von Porres (1579–1639)

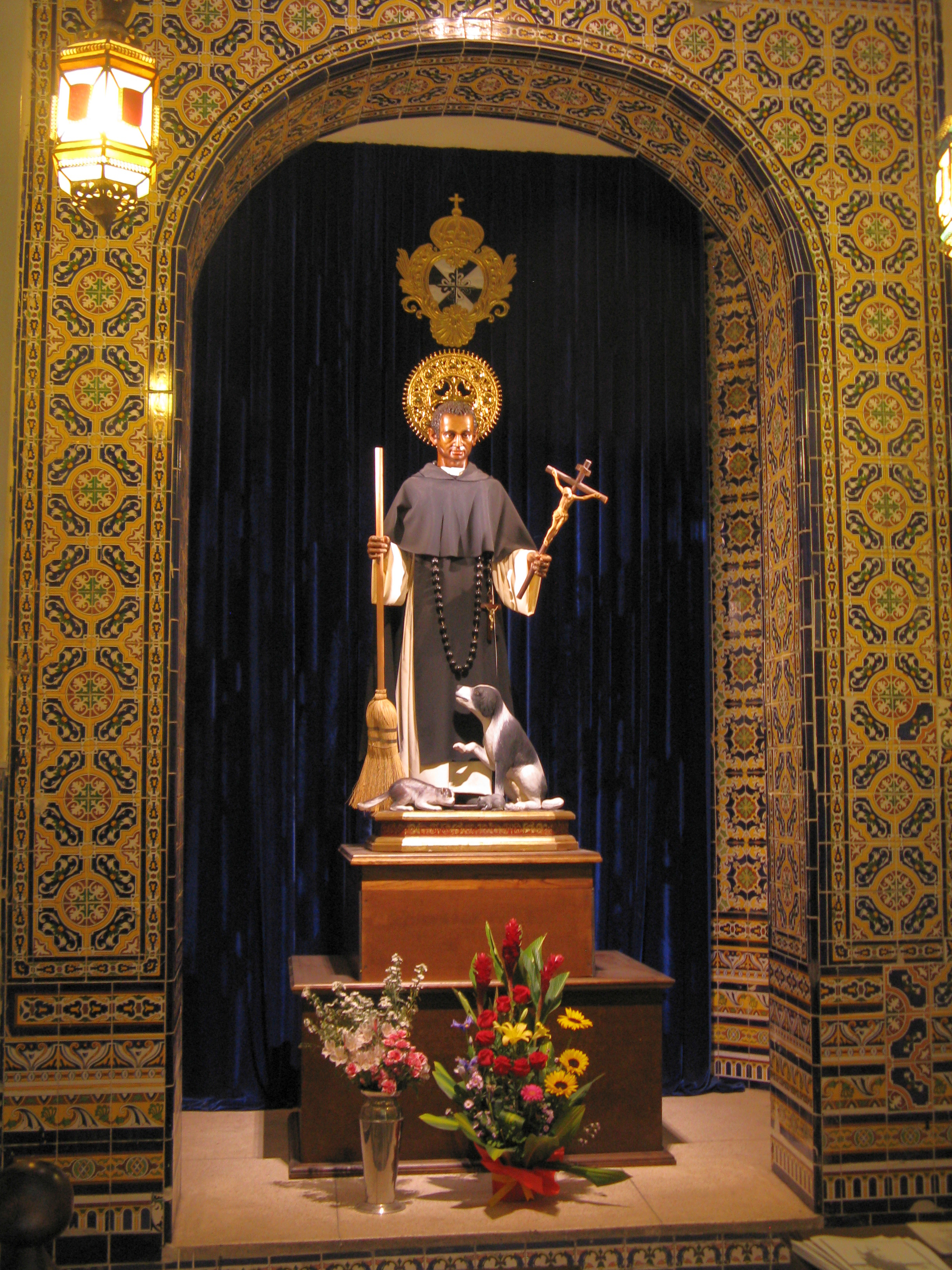
Martin von Porres (1579–1639)

- Porres, Nannie (1939–2025), schwedische Jazz- und Balladensängerin, Theaterschauspielerin
- Porret, Charles Frédéric (1845–1921), Schweizer evangelischer Geistlicher und Hochschullehrer
- Porret, James-Alfred (1843–1924), Schweizer evangelischer Theologe und Hochschullehrer
- Porret, Vincent (* 1984), französischer Biathlet
- Porrett, Robert (1783–1868), britischer Chemiker
- Porretta, Matthew (* 1965), US-amerikanischer Schauspieler
- Porrini, Dino (* 1953), italienischer Radrennfahrer
- Porrini, Sergio (* 1968), italienischer Fußballspieler
- Porritt, Arthur (1900–1994), neuseeländischer Leichtathlet, Sportfunktionär, Arzt und Generalgouverneur
- Porritt, Luisa (* 1987), britische Politikerin, MdEP
- Porro, Arturo (1890–1967), italienischer Mittelstreckenläufer
- Porro, Enrico (1885–1967), italienischer Ringer
- Porro, Giovanni Giacomo (1590–1656), italienischer Komponist, Kapellmeister und Organist
- Porro, Girolamo, italienischer Kupferstecher, Holzschneider und Verleger
- Porro, Ignazio (1801–1875), italienischer Ingenieur und Geodät
- Porro, Pedro (* 1999), spanischer FußballspielerPedro Porro (* 1999)

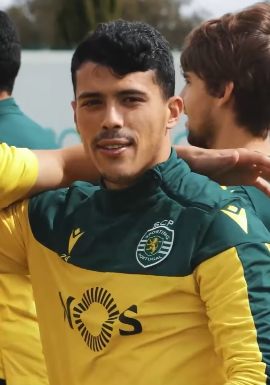
Pedro Porro (* 1999)

- Porro, Pierre-Jean (1750–1831), französischer Gitarrist, Komponist und Musikverleger der Klassik
- Porro, Ricardo (1925–2014), kubanisch-französischer Architekt und Künstler
- Porro, Samuele (* 1988), italienischer Mountainbiker
- Porru, Vincenzo Raimondo (1773–1836), italienischer Romanist und Sardologe

### Pors
- Porsager, Lea (* 1981), dänische Künstlerin
- Porsan-Clemente, Jérémie (* 1997), französischer Fußballspieler
- Porsberger, Johan (* 1993), schwedischer Eishockeyspieler
- Porsch, Christoph (1652–1713), deutscher evangelischer Theologe und geistlicher Dichter
- Porsch, Erich (1909–1944), deutscher Widerstandskämpfer
- Porsch, Felix (1853–1930), deutscher Politiker (Zentrumspartei), MdR
- Porsch, Felix (1928–2001), deutscher römisch-katholischer Theologe und Priester
- Porsch, Frithjof Elmo (1924–2015), deutsches Mitglied der Waffen-SS
- Porsch, Hedwig (* 1969), deutsche katholische Moraltheologin
- Porsch, Helga (1943–2010), deutsche Dokumentarfilmregisseurin
- Porsch, Manfred (* 1950), österreichischer Schulentwickler und Liedermacher
- Porsch, Mykola (1879–1944), ukrainischer Ökonom, Anwalt, Journalist, Publizist, Diplomat und Politiker
- Porsch, Otto (1875–1959), österreichischer Botaniker
- Porsch, Peter (1941–2023), deutscher Grafiker, Grafikdesigner, Typograf und Lyriker
- Porsch, Peter (* 1944), deutscher Germanist und Politiker (PDS, Die Linke), MdL SachsenPeter Porsch (* 1944)

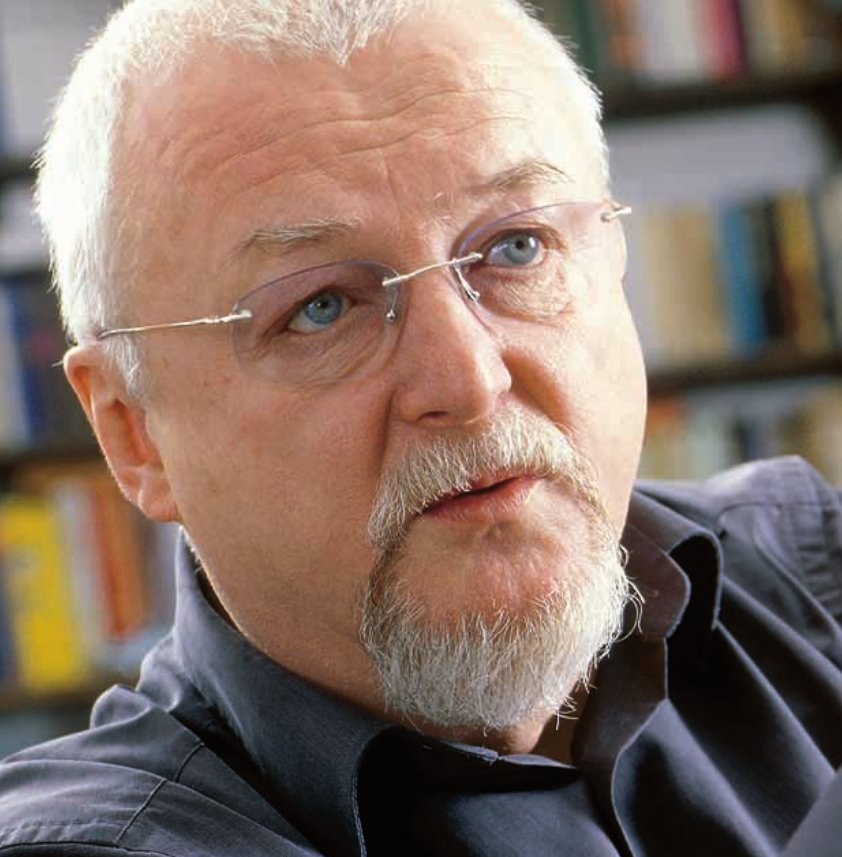
Peter Porsch (* 1944)

- Porsch, Raphaela (* 1979), deutsche Didaktikerin und Hochschullehrerin
- Porsch, Siglinde (1932–2013), deutsche Lehrerin, Ehrenamtlerin und Kommunalpolitikerin (CDU)
- Porsch, Uwe (* 1960), deutscher Fußballtorwart
- Porsch, Werner (1915–2004), deutscher Politiker (FDP), MdB
- Porsch, Wilhelm (1820–1895), deutscher römisch-katholischer Priester und Parlamentarier
- Porsche, Claudia (* 1948), deutsche Funktionsträgerin, Politikerin (CDU) und Professorin
- Porsche, Dieter (* 1955), deutscher Extrembergsteiger, Autor
- Porsche, Ferdinand (1875–1951), österreichisch-deutscher AutokonstrukteurFerdinand Porsche (1875–1951)

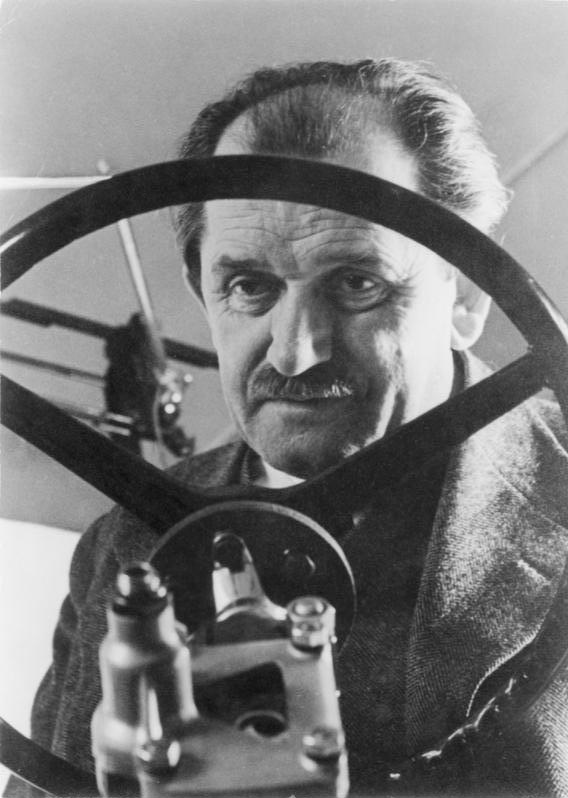
Ferdinand Porsche (1875–1951)

- Porsche, Ferdinand Alexander (1935–2012), deutsch-österreichischer Designer und Geschäftsführer
- Porsche, Ferry (1909–1998), deutsch-österreichischer Unternehmer
- Porsche, Friedrich Wolfgang (1928–2019), deutscher Agrarwissenschaftler und Getreidezüchter
- Porsche, Hans-Peter (* 1940), Ingenieur, Museumsgründer und Aufsichtsrat der Porsche Automobil Holding SE
- Porsche, Karl Wilhelm August (1786–1840), deutscher Jurist und Kommunalpolitiker
- Porsche, Otto (1858–1931), deutscher Maler
- Porsche, Peter Daniell (* 1973), deutscher Schriftsteller und Anthroposoph
- Porsche, Susanne (* 1952), deutsche Filmproduzentin
- Porsche, Wolfgang (* 1943), österreichischer ManagerWolfgang Porsche (* 1943)

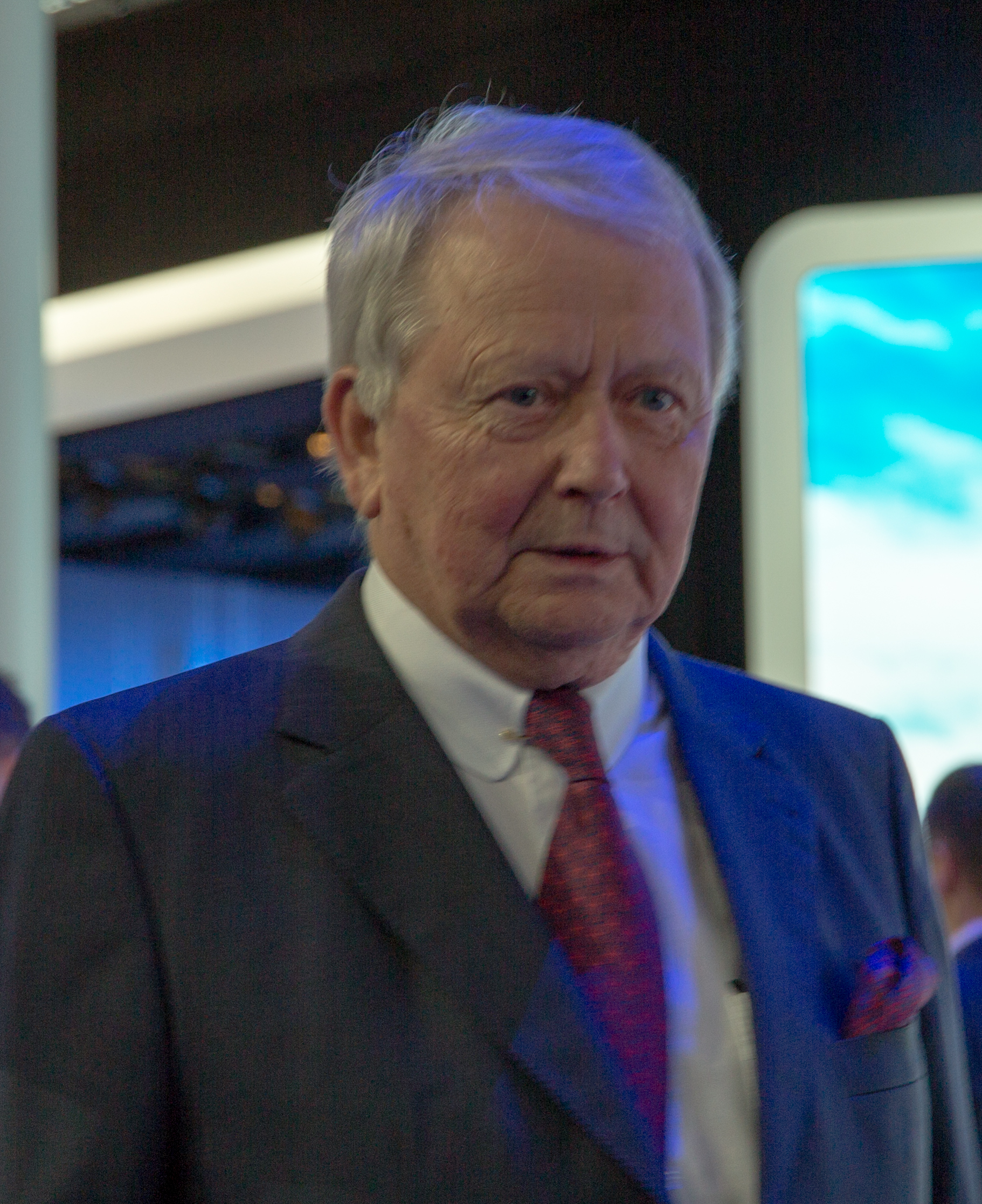
Wolfgang Porsche (* 1943)

- Porsche-Ludwig, Markus (* 1968), deutscher Politikwissenschaftler und Jurist
- Porsche-Schinkeová, Gertrud, tschechoslowakisch-deutsche Rennrodlerin
- Porschen, Dominik (* 1987), deutscher Moderator, Entertainer, Webvideoproduzent und Musiker
- Porschen, Peggy (* 1976), deutsche Autorin und Konditorin
- Porschin, Christian, Bernsteindrehermeister
- Porschitz, Rudolf (* 1931), deutscher Mediziner und Politiker (NDPD), MdV
- Porschke, Alexander (* 1954), deutscher Politiker (GAL), MdHB
- Pörschke, Karl Ludwig (1752–1812), deutscher Philologe und Philosoph
- Pörschke, Lars (* 1984), deutscher Tennisspieler
- Pörschke, Thomas (* 1963), deutscher Politiker (Bündnis 90/Die Grünen), MdBB
- Pörschmann, Jürgen (1943–1979), deutscher Schauspieler, Drehbuchautor und Regisseur am Berliner Ensemble
- Pörschmann, Walter (1903–1959), deutscher Bandoneonspieler und Komponist
- Porschnew, Nikita Dmitrijewitsch (* 1996), russischer Biathlet
- Porschnew, Pawel Sergejewitsch (* 1983), russischer Naturbahnrodler
- Porschnewa, Anastassija Iljinitschna (* 1994), russische Biathletin
- Porschütz, Hedwig (1900–1977), deutsche Widerstandskämpferin
- Porsdorf, Friedrich (* 1938), deutscher Maler und Grafiker
- Porseland, Mathias (* 1986), schwedischer Eishockeyspieler
- Porset, Clara (1895–1981), kubanische Innenarchitektin und Möbeldesignerin
- Porsew, Alexander Nikolajewitsch (* 1986), russischer Straßenradrennfahrer
- Porsiel, Günter (1933–2017), deutscher Politiker (SPD, dann CDU) und Heimatforscher
- Porsild, Morten Pedersen (1872–1956), dänischer Botaniker
- Porsile, Giuseppe (1680–1750), italienischer Opernkomponist
- Porson, Richard (1759–1808), britischer Klassischer Philologe
- Porst, Bernhard (1857–1926), deutscher Kapellmeister und Musikpädagoge
- Porst, Hanns (1896–1984), deutscher Unternehmer
- Porst, Hannsheinz (1922–2010), deutscher Unternehmer
- Porst, Johann (1668–1728), deutscher evangelischer Geistlicher
- Porstendorfer, Gottfried (1929–2001), deutscher Geophysiker und Hochschullehrer
- Porstmann, Walter (1886–1959), Ingenieur
- Porstmann, Werner (1921–1982), deutscher Radiologe und Kardiologie

### Port
- Port, Adam, deutscher DJ und MusikproduzentAdam Port

Adam Port

- Port, Albert (1942–2014), deutscher Fußballspieler
- Port, Erich (1891–1964), deutscher Landwirt und Politiker (ThLB), MdL, Staatsrat
- Port, Frieda (1854–1926), deutsche Schriftstellerin
- Port, Kelly (* 1967), amerikanischer Visual Effects Supervisor
- Port, Leo (1922–1978), polnisch-australischer Ingenieur und Politiker
- Port, Mart (1922–2012), sowjetisch-estnischer Architekt
- Port, Moni (* 1968), deutsche Illustratorin, Grafikerin und Autorin
- Port, Robert David, US-amerikanischer Dokumentarfilmer, Regisseur, Drehbuchautor und Produzent
- Port, Whitney (* 1985), US-amerikanische Reality-TV-Darstellerin, Modedesignerin und Model
- Port, Wilhelm (1902–1945), deutscher Bibliothekar

#### Porta
- Porta (* 1988), spanischer Rapper und MC
- Porta Missé, José (1927–2021), spanischer Maler
- Porta, Alberto (* 1946), spanisch-US-amerikanischer Maler, Multimedia- und Computerkünstler
- Porta, Andrea Rosius à († 1838), Schweizer reformierter Geistlicher und Pädagoge
- Porta, Antonio († 1702), Schweizer Baumeister, Architekt und Bauunternehmer
- Porta, Antonio (1935–1989), italienischer Schriftsteller
- Porta, Antonio (* 1983), argentinischer Basketballspieler
- Porta, Ardicino della (1434–1493), Bischof von Aléria; Administrator von Olmütz; Kardinal der Römischen Kirche
- Porta, Beatus a (1530–1590), Bischof von Chur
- Porta, Conrad (1541–1585), deutscher Theologe, Pädagoge und Dramatiker
- Porta, Costanzo († 1601), italienischer Komponist der Renaissance
- Porta, Elvio (1945–2016), italienischer Autor, Drehbuchautor und Filmregisseur
- Porta, Enrique (* 1944), spanischer Fußballspieler
- Porta, Enzo (1931–2020), italienischer Geiger, Musikpädagoge und -wissenschaftler
- Porta, Gerolamo Della, italienischer Bildhauer und Baumeister der Renaissance
- Porta, Giacomo della († 1602), italienischer Architekt und Bildhauer
- Porta, Giovanni († 1755), italienischer Komponist und Violinist
- Porta, Giovanni Giacomo Della († 1555), italienischer Architekt und Bildhauer der Renaissance
- Porta, Guglielmo della († 1577), italienischer Bildhauer, Architekt und Restaurator
- Porta, Hugo (* 1951), argentinischer Rugbyspieler und Politiker
- Porta, Livio Dante (1922–2003), argentinischer Eisenbahningenieur
- Porta, Petrus Domenicus Rosius à (1734–1806), Schweizer reformierter Geistlicher und Kirchenhistoriker
- Porta, Richard (* 1983), uruguayisch-australischer Fußballspieler
- Porta, Roberto (1913–1984), uruguayischer Fußballspieler, Trainer
- Portabales, Guillermo (1911–1970), kubanischer Sänger und Gitarrist
- Portabella, Pere (* 1927), spanischer Filmemacher
- Portaels, Jean-François (1818–1895), belgischer Porträt- und Genremaler sowie Kunstpädagoge
- Portago, Alfonso de (1928–1957), spanischer AutorennfahrerAlfonso de Portago (1928–1957)

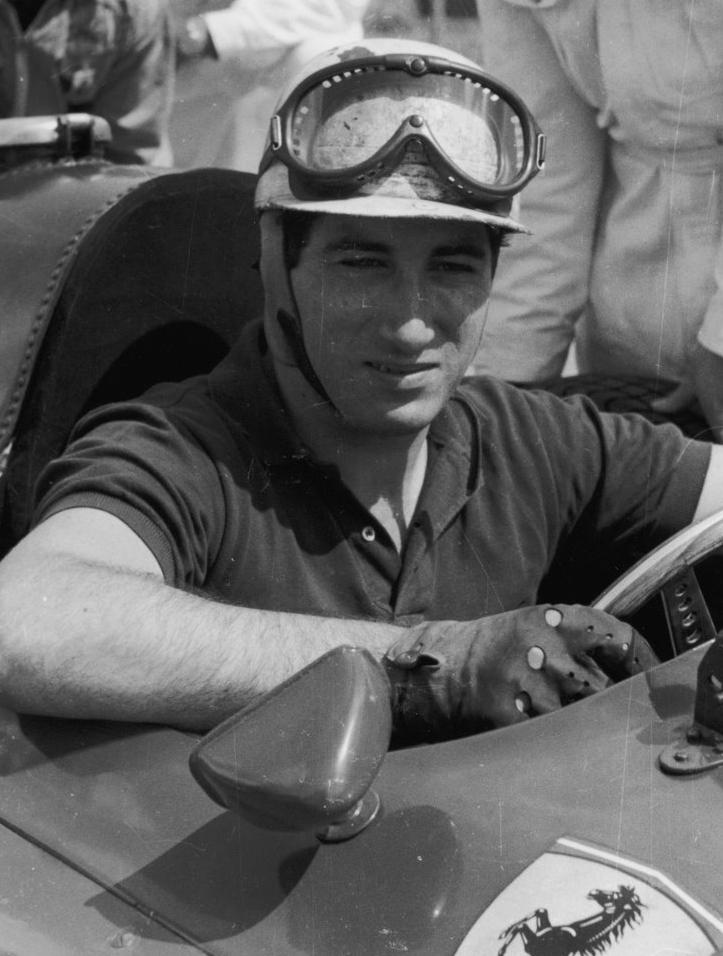
Alfonso de Portago (1928–1957)

- Portail, Antoine (1675–1736), französischer Politiker und Mitglied der Académie française
- Portakal, Fatih, türkischer Fernsehmoderator und Journalist
- Portal, Charles, 1. Viscount Portal of Hungerford (1893–1971), britischer Luftwaffenbefehlshaber
- Portal, Frédéric de (1804–1876), französischer Jurist und Autor
- Portal, Gerald (1858–1894), britischer Diplomat in Afrika
- Portal, Géraud (* 1987), französischer Jazzmusiker (Kontrabass)
- Portal, Louise (* 1950), kanadische Schauspielerin, Sängerin und Schriftstellerin
- Portal, Magda (1900–1989), peruanische Autorin, Feministin und politische Aktivistin
- Portal, Marta (1930–2016), spanische Schriftstellerin, Kritikerin, Publizistin und Lehrerin
- Portal, Michel (* 1935), französischer Bassklarinettist, Bandoneonist und Jazz-Komponist
- Portal, Nicolas (1979–2020), französischer RadrennfahrerNicolas Portal (1979–2020)

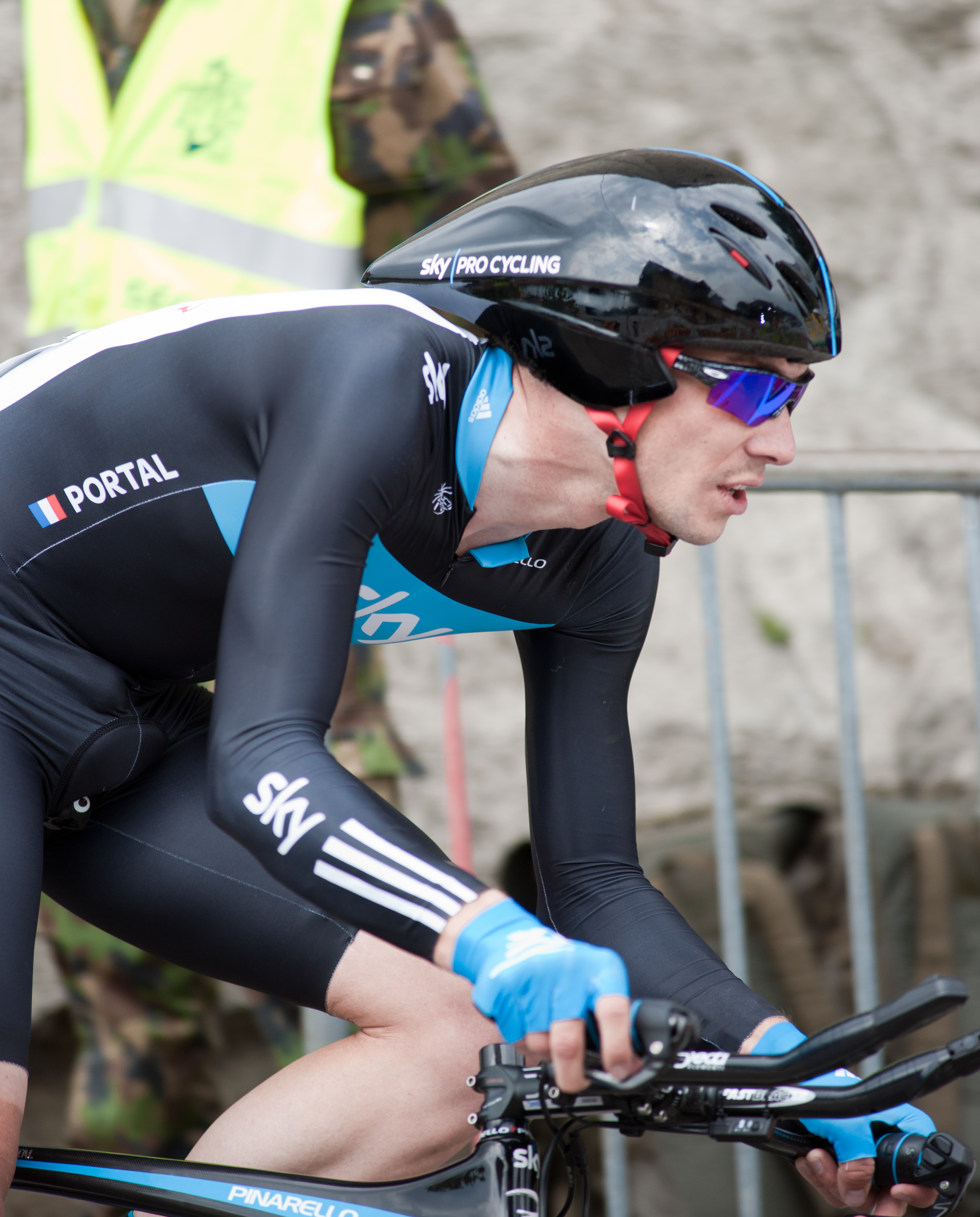
Nicolas Portal (1979–2020)

- Portal, Roger (1906–1994), französischer Historiker
- Portaleone, Abraham (1542–1612), italienisch-jüdischer Arzt und Schriftsteller
- Portales Palazuelos, Diego (1793–1837), chilenischer Minister
- Portales, Antonio (* 1996), mexikanischer Fußballspieler
- Portalis, Jean-Étienne-Marie (1746–1807), französischer Jurist, Rechtsphilosoph und Kultusminister
- Portalupi, Ambrogio (1943–1987), italienischer Radsportler
- Portalupi, Antonio Maria (1713–1791), italienischer Schriftsteller und Philosoph
- Portalupi, Piero (1913–1971), italienischer Kameramann
- Portalupi, Sante (1909–1984), italienischer Geistlicher, römisch-katholischer Erzbischof und vatikanischer Diplomat
- Portaluppi, Piero (1888–1967), italienischer Architekt
- Portaluri, Angela (* 1937), italienische Schauspielerin
- Portanet, Sofia (* 1989), deutsche Popsängering und Songwriterin
- Portanova, Daniele (* 1978), italienischer Fußballspieler
- Portanova, Gennaro (1845–1908), katholischer Theologe und Kardinal
- Portanova, Manolo (* 2000), italienischer Fußballspieler
- Portante, Jean (* 1959), luxemburgischer Schriftsteller, Übersetzer, Autor und Journalist
- Portas, Albert (* 1973), spanischer Tennisspieler
- Portas, Miguel (1958–2012), portugiesischer Journalist und Politiker, MdEP
- Portas, Nuno (1934–2025), portugiesischer Architekt und StadtplanerNuno Portas (1934–2025)

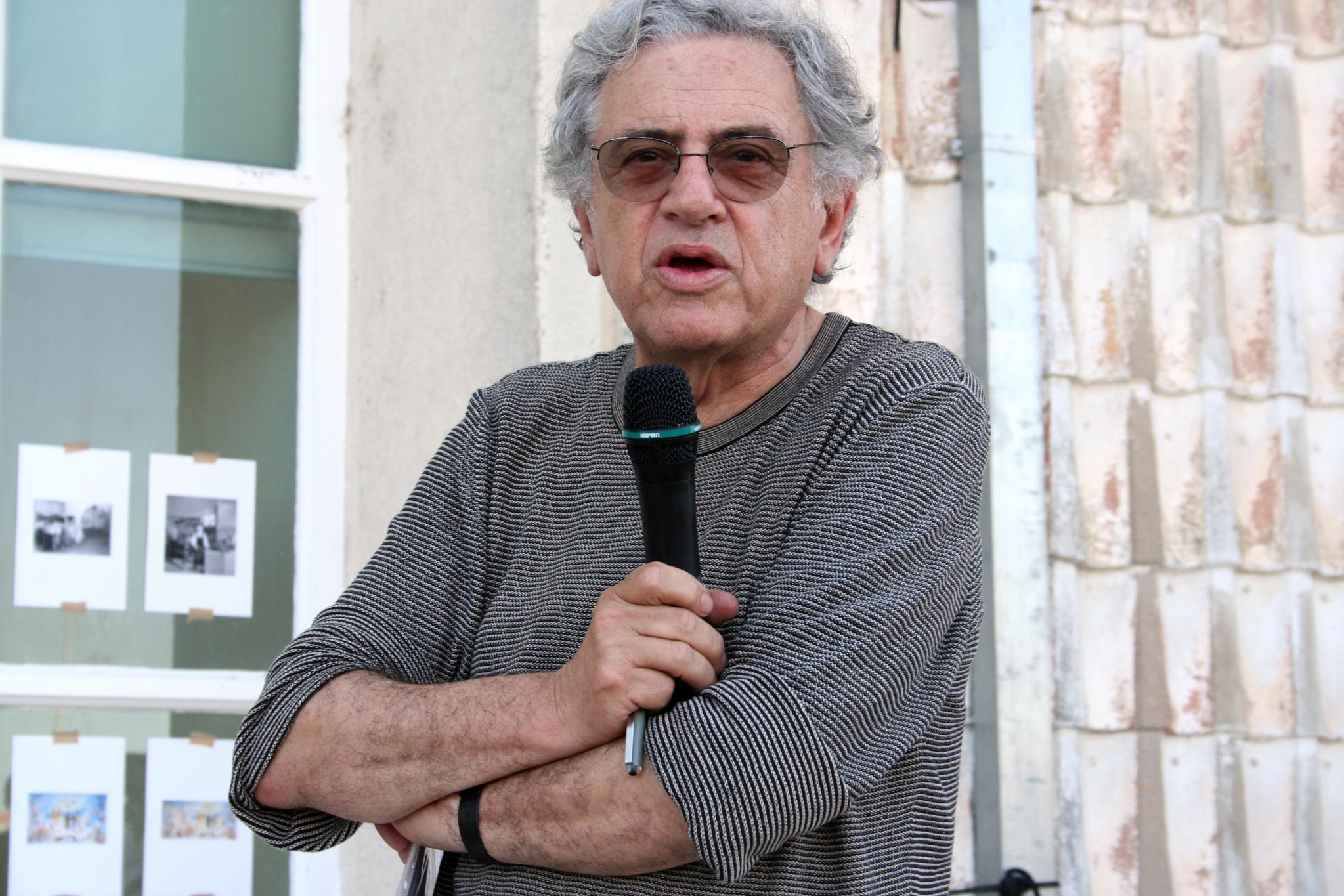
Nuno Portas (1934–2025)

- Portas, Paulo (* 1962), portugiesischer Politiker (CDS-PP), MdEP
- Portasińska, Katarzyna (* 1995), polnische Handballspielerin
- Portatius, Karl von (1834–1877), deutscher Verwaltungsbeamter und Parlamentarier
- Portau, Isaac de (* 1617), Musketier

#### Portc
- Portch, Karen (* 1959), antiguanische Seglerin

#### Porte
- Porte, Abdón († 1918), uruguayischer Fußballspieler
- Porte, Gérard (* 1950), französischer Mediziner, ehemaliger Chefarzt der Tour de France
- Porte, Jakob Andreas (1706–1787), Sprachwissenschaftler, reformierter Theologe und Geistlicher
- Porte, Krist (* 1968), belgischer Fußballspieler
- Porte, Richie (* 1985), australischer RadrennfahrerRichie Porte (* 1985)

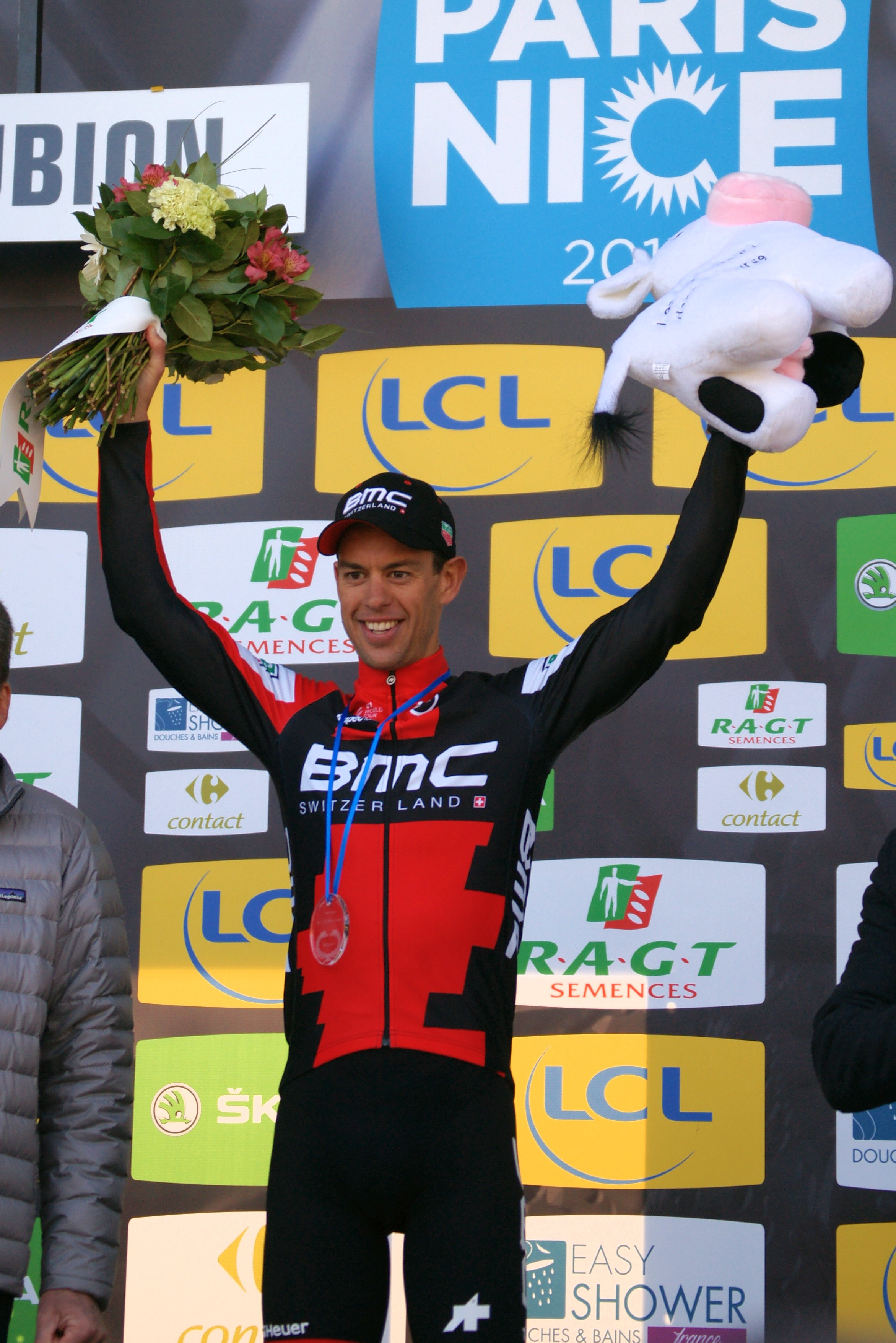
Richie Porte (* 1985)

- Porte, Valentin (* 1990), französischer Handballspieler
- Porteiro, Félix (* 1983), spanischer Automobilrennfahrer
- Portela Filho, Artur (1937–2020), portugiesischer Journalist, Schriftsteller und Publizist
- Portela Valladares, Manuel (1867–1952), Ministerpräsident von Spanien
- Portela, Adrián (* 1986), argentinischer Handballspieler
- Portela, Artur (1901–1959), portugiesischer Journalist und Schriftsteller
- Portela, César (* 1937), spanischer Architekt
- Portela, Diogo (* 1988), brasilianischer Dartspieler
- Portela, Maria (* 1988), brasilianische Judoka
- Portela, Nei Cruz (* 1962), brasilianischer Handballspieler und -trainer
- Portela, Pablo Sebastián (* 1980), argentinischer Handballspieler
- Portela, Pedro (* 1990), portugiesischer Handballspieler
- Portela, Teresa (* 1982), spanische Kanutin
- Portela, Teresa (* 1987), portugiesische Kanutin
- Portele, Karl Alfons (1912–1993), österreichischer Pathologe
- Portele, Karl von (1856–1922), österreichischer Önologe
- Portella Amado, Joel (* 1954), brasilianischer Geistlicher, römisch-katholischer Bischof von Petrópolis
- Portella, Louis (* 1942), kongolesischer Geistlicher, emeritierter römisch-katholischer Bischof von Kinkala
- Portelli, Angelo (1852–1927), maltesischer römisch-katholischer Ordensgeistlicher und Weihbischof im Bistum Malta
- Portelli, Ġemma (1932–2008), maltesische Schauspielerin
- Portelli, Leo (* 1946), maltesischer Bogenschütze
- Portelli, Nicolai (* 1981), maltesischer Leichtathlet
- Portelly, Mike (* 1952), britischer Unterwasser-Fotograf, Kameramann und Filmregisseur
- Porten, Bruno (* 1896), deutscher Zeitungsredakteur im Rheinland und in Danzig
- Porten, Franz (1859–1932), deutscher Opernsänger (Bariton), Schauspieler und Filmregisseur
- Porten, Henny (1890–1960), deutsche Schauspielerin (Stummfilm)Henny Porten (1890–1960)

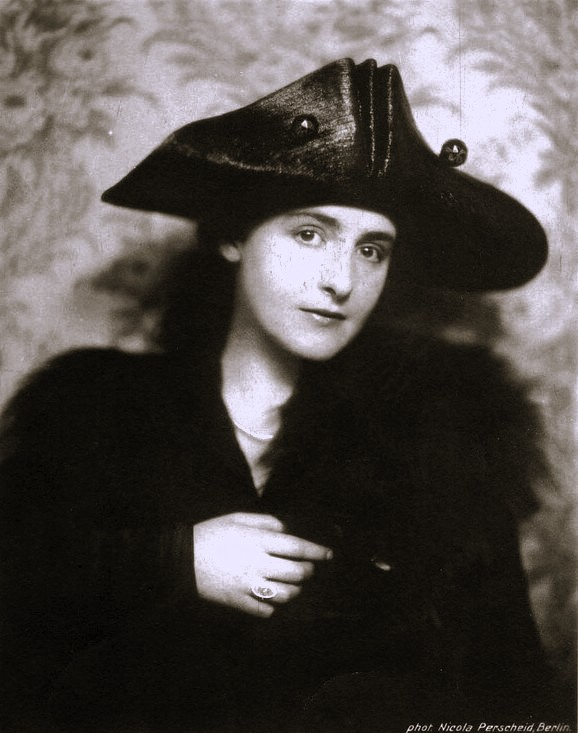
Henny Porten (1890–1960)

- Porten, Josef (1908–1978), deutscher Politiker (CDU), MdB
- Porten, Maria (* 1939), Schweizer Komponistin
- Porten, Marion (* 1972), deutsche Bildhauerin und Videokünstlerin
- Porten, Max von der (1879–1943), deutscher Industrieller
- Porten, Rosa (1884–1972), deutsche SchauspielerinRosa Porten (1884–1972)

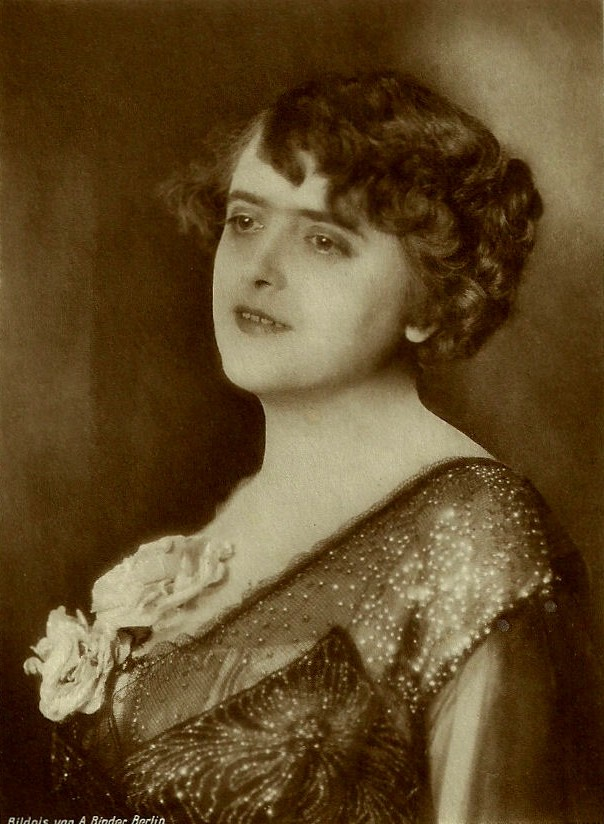
Rosa Porten (1884–1972)

- Portenko, Leonid Alexandrowitsch (1896–1972), russischer Ornithologe und Zoogeograf
- Portenlänger, Li (* 1952), deutsche Künstlerin
- Porteous, George (1903–1978), kanadischer Sozialarbeiter, Vizegouverneur von Saskatchewan
- Porteous, Ian Robertson (1930–2011), britischer Mathematiker
- Porteous, Julian Charles (* 1949), australischer römisch-katholischer Geistlicher, Erzbischof von Hobart
- Porteous, Miguel (* 1999), neuseeländischer Freestyle-Skisportler
- Porteous, Nico (* 2001), neuseeländischer Freestyle-Skisportler
- Porteous, Ryan (* 1999), schottischer Fußballspieler
- Porter Casanate, Pedro (1611–1662), spanischer Entdecker und Gouverneur von Chile
- Porter, Adina (* 1971), US-amerikanische Schauspielerin
- Porter, Albert G. (1824–1897), US-amerikanischer Politiker
- Porter, Alexander (1785–1844), irisch-amerikanischer Politiker
- Porter, Alexander (* 1996), australischer Radsportler
- Porter, Alisan (* 1981), US-amerikanische Schauspielerin
- Porter, Allan (1934–2022), Schweizer Fotograf
- Porter, Andrew (1928–2015), britischer Musikkritiker und -wissenschaftler
- Porter, Anna Maria (1778–1832), englische Schriftstellerin
- Porter, Anthony (1955–2021), US-amerikanischer Strafgefangener
- Porter, Art junior (1961–1996), US-amerikanischer Saxophonist des Smooth Jazz und Sohn des Pianisten Art Porter senior
- Porter, Art senior (1934–1993), US-amerikanischer Musiker
- Porter, Augustus Seymour (1798–1872), US-amerikanischer Politiker
- Porter, Bern (1911–2004), US-amerikanischer Physiker, Verleger und Schriftsteller
- Porter, Bertha (1852–1941), britische Ägyptologin und Bibliografin
- Porter, Billy (* 1969), US-amerikanischer Schauspieler, Sänger und KomponistBilly Porter (* 1969)

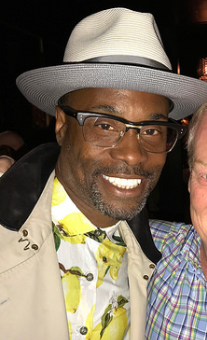
Billy Porter (* 1969)

- Porter, Bob (1940–2021), US-amerikanischer Jazz-Produzent und -Autor
- Porter, Bobby B. (1934–2007), US-amerikanischer Offizier, Generalmajor der US-Army
- Porter, Budd, kanadischer Badmintonspieler
- Porter, Caleb (* 1975), US-amerikanischer Fußballspieler und -trainer
- Porter, Cameron (* 1993), US-amerikanischer Fußballspieler
- Porter, Chanice (* 1994), jamaikanische Weitspringerin
- Porter, Charles H. (1833–1897), US-amerikanischer Politiker
- Porter, Charles O. (1919–2006), US-amerikanischer Politiker
- Porter, Charles Talbot (1826–1910), US-amerikanischer Maschinenbauer
- Porter, Charles W. (1849–1891), US-amerikanischer Anwalt und Politiker
- Porter, Charlie (1950–2014), amerikanischer Bergsteiger, Kletterer und wissenschaftlicher Mitarbeiter
- Porter, Chilla (1936–2020), australischer Hochspringer
- Porter, Chris (1885–1915), englischer Fußballspieler
- Porter, Chris (* 1984), US-amerikanisch-kanadischer Eishockeyspieler
- Porter, Cole (1891–1964), US-amerikanischer Komponist und LiedtexterCole Porter (1891–1964)

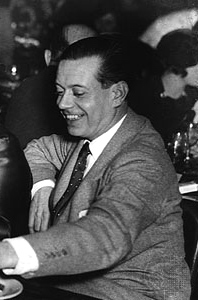
Cole Porter (1891–1964)

- Porter, Connie (* 1959), US-amerikanische Jugendbuchautorin
- Porter, Cyril (1890–1964), britischer Langstreckenläufer
- Porter, Dave, US-amerikanischer Filmkomponist
- Porter, David (1780–1843), US-amerikanischer Marineoffizier
- Porter, David (* 1941), US-amerikanischer Songwriter, Musikproduzent, Sänger und Unternehmer
- Porter, David Dixon (1813–1891), amerikanischer Admiral
- Porter, David Rittenhouse (1788–1867), US-amerikanischer Politiker
- Porter, Dawn (* 1979), britische Fernsehjournalistin, Moderatorin, Schauspielerin und Autorin
- Porter, Derek (* 1967), kanadischer Ruderer
- Porter, Doreen (* 1941), neuseeländische Sprinterin
- Porter, Dorothy B. (1905–1995), US-amerikanische Bibliothekarin, Bibliographin und Kuratorin
- Porter, Edwin S. (1870–1941), US-amerikanischer Filmpionier
- Porter, Eleanor Hodgman (1868–1920), US-amerikanische Kinderbuchautorin
- Porter, Eliot (1901–1990), US-amerikanischer Fotograf
- Porter, Eric (1928–1995), britischer SchauspielerEric Porter (1928–1995)

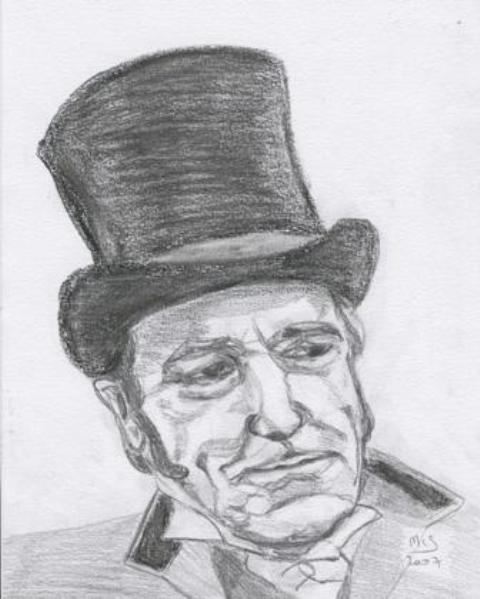
Eric Porter (1928–1995)

- Porter, Fairfield (1907–1975), US-amerikanischer Maler, Druckgrafiker und Schriftsteller
- Porter, Fitz-John (1822–1901), US-amerikanischer General im Sezessionskrieg
- Porter, Freda (* 1957), US-amerikanische Mathematikerin
- Porter, George (1825–1889), englischer Jesuit, römisch-katholischer Erzbischof von Bombay
- Porter, George Bryan (1791–1834), US-amerikanischer Politiker
- Porter, George, Baron Porter of Luddenham (1920–2002), englischer Chemiker
- Porter, Gilchrist (1817–1894), US-amerikanischer Politiker
- Porter, Gregory (* 1971), US-amerikanischer JazzsängerGregory Porter (* 1971)

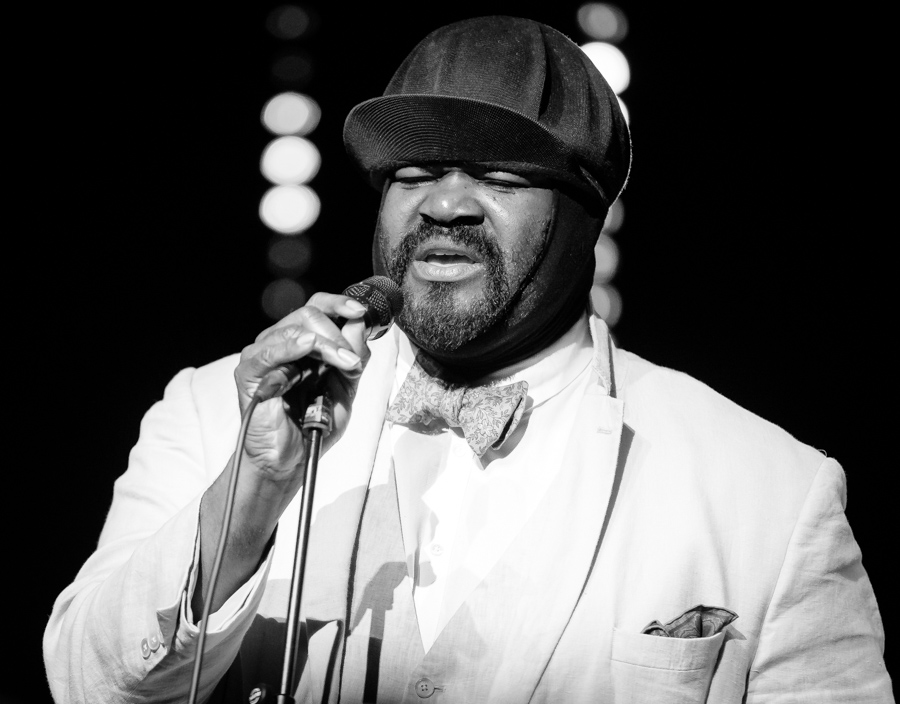
Gregory Porter (* 1971)

- Porter, Gwendoline (1902–1993), britische Leichtathletin
- Porter, Harry (1882–1965), US-amerikanischer Hochspringer
- Porter, Helen Kemp (1899–1987), britische Pflanzenphysiologin und Hochschullehrerin
- Porter, Henry, englischer Dramatiker
- Porter, Henry (* 1953), englischer Schriftsteller und Journalist
- Porter, Henry Kirke (1840–1921), US-amerikanischer Politiker
- Porter, Horace (1837–1921), US-amerikanischer Diplomat, Brigadegeneral und Wirtschaftsmanager
- Porter, Howard, US-amerikanischer Comiczeichner
- Porter, Hugh (* 1940), britischer Radrennfahrer und Weltmeister
- Porter, Jake (1916–1993), US-amerikanischer Jazztrompeter, Songwriter und Musikproduzent
- Porter, James (1787–1839), US-amerikanischer Jurist und Politiker
- Porter, James (1935–2005), US-amerikanischer römisch-katholischer Priester
- Porter, James A. (1905–1970), afroamerikanischer Maler, Kunsthistoriker und Hochschullehrer
- Porter, James D. junior (1827–1912), US-amerikanischer Politiker
- Porter, James I. (* 1954), US-amerikanischer Altphilologe
- Porter, James Madison (1793–1862), US-amerikanischer Kriegsminister
- Porter, Jane (1775–1850), englische Autorin und Dramatikerin
- Porter, Jean (1922–2018), US-amerikanische Schauspielerin
- Porter, Jock (1894–1952), britischer Motorradrennfahrer, Unternehmer und Motorradkonstrukteur
- Porter, Joey (* 1977), US-amerikanischer Footballspieler
- Porter, Joey Jr. (* 2000), US-amerikanischer American-Football-Spieler
- Porter, John, US-amerikanischer Politiker
- Porter, John (1904–1997), kanadischer Eishockeyspieler und -trainer
- Porter, John Clinton (1871–1959), US-amerikanischer Politiker
- Porter, John Edward (1935–2022), US-amerikanischer Politiker
- Porter, Jon (* 1955), US-amerikanischer Politiker
- Porter, Jorgie (* 1987), britische Schauspielerin
- Porter, Katherine Anne (1890–1980), US-amerikanische Journalistin und Schriftstellerin
- Porter, Katie (* 1974), US-amerikanische Politikerin der Demokratischen ParteiKatie Porter (* 1974)

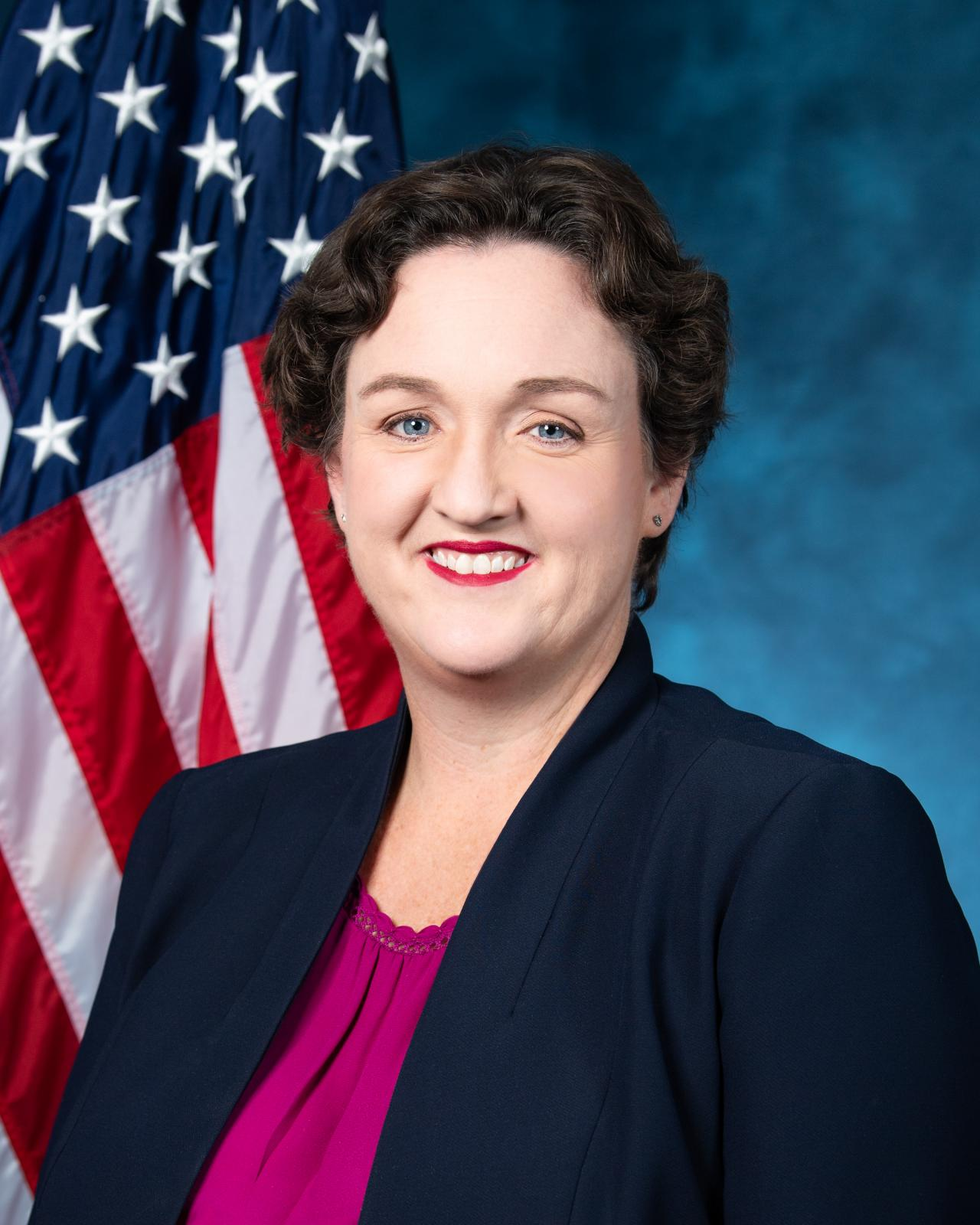
Katie Porter (* 1974)

- Porter, Keith R. (1912–1997), kanadischer Zellbiologe
- Porter, Kennedy, US-amerikanischer Schauspieler, Musiker und Model
- Porter, Kenneth (1912–2003), britischer Offizier der Luftstreitkräfte des Vereinigten Königreichs
- Porter, Kenneth R. (* 1931), US-amerikanischer Herpetologe und Ökologe
- Porter, Kevin (* 1950), US-amerikanischer Basketballspieler
- Porter, Kevin (* 1986), US-amerikanischer Eishockeyspieler und -trainer
- Porter, Kevin junior (* 2000), US-amerikanischer Basketballspieler
- Porter, Kristean (* 1971), US-amerikanische Freestyle-Skisportlerin
- Porter, Larry (* 1951), US-amerikanischer Jazzpianist und Komponist
- Porter, Lewis (* 1951), US-amerikanischer Jazzautor, Jazzpianist und Musikwissenschaftler
- Porter, Liliana (* 1941), argentinische Künstlerin
- Porter, Linda (1933–2019), US-amerikanische Schauspielerin
- Porter, MacKenzie (* 1990), kanadische Schauspielerin, Country-Sängerin und Songwriterin
- Porter, Marina Oswald (* 1941), Ehefrau von Lee Harvey Oswald
- Porter, Marvin (1924–2002), US-amerikanischer Autorennfahrer
- Porter, Max (* 1981), britischer Schriftsteller
- Porter, Max (* 1981), US-amerikanischer Filmemacher
- Porter, Michael E. (* 1947), US-amerikanischer Ökonom, Professor für Wirtschaftswissenschaft
- Porter, Michael Jr. (* 1998), US-amerikanischer Basketballspieler
- Porter, Miquel (1930–2004), katalanischer Filmkritiker
- Porter, Montel Vontavious (* 1973), US-amerikanischer WrestlerMontel Vontavious Porter (* 1973)

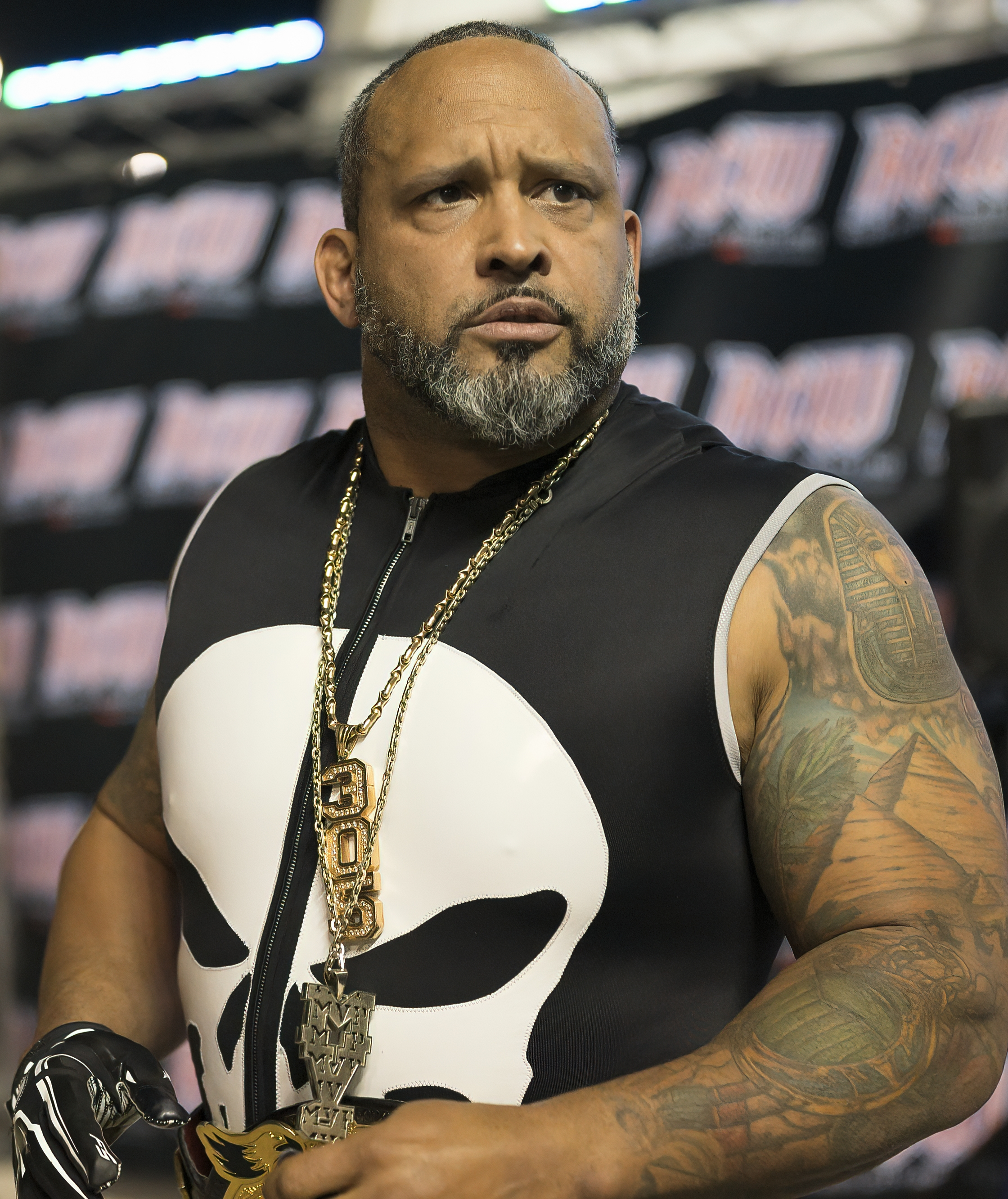
Montel Vontavious Porter (* 1973)

- Porter, Nyree Dawn (1940–2001), neuseeländische Schauspielerin
- Porter, Otto (* 1993), US-amerikanischer Basketballspieler
- Porter, Peter (1929–2010), australischstämmiger britischer Dichter
- Porter, Peter A. (1853–1925), US-amerikanischer Politiker
- Porter, Peter Buell (1773–1844), US-amerikanischer Politiker und General, Kriegsminister
- Porter, Quincy (1897–1966), US-amerikanischer Komponist und Professor
- Porter, Randy, US-amerikanischer Jazzpianist, Komponist und Musikpädagoge
- Porter, Ray E. (1891–1963), US-amerikanischer Offizier, Generalmajor der US-Army
- Porter, Rep (* 1971), US-amerikanischer Pokerspieler
- Porter, Rex (* 1932), britischer Stabhochspringer
- Porter, Robert H. (* 1955), kanadischer Wirtschaftswissenschaftler und Hochschullehrer
- Porter, Robert W. (1908–2000), US-amerikanischer Offizier, General der US Army
- Porter, Robert William (1926–1991), US-amerikanischer Jurist und Politiker
- Porter, Rodney R. (1917–1985), britischer Biochemiker
- Porter, Roy (1923–1998), US-amerikanischer Jazzmusiker
- Porter, Roy (1946–2002), britischer Historiker und Hochschullehrer
- Porter, Royce (* 1939), US-amerikanischer Country- und Rockabilly-Musiker sowie Songschreiber
- Porter, Russell W. (1871–1949), amerikanischer Polarforscher, Künstler und Amateurastronom
- Porter, Ryan (* 1979), US-amerikanischer Jazzmusiker (Posaune, Arrangement)
- Porter, Samuel, Baron Porter (1877–1956), britischer Jurist
- Porter, Scott (* 1979), US-amerikanischer SchauspielerScott Porter (* 1979)

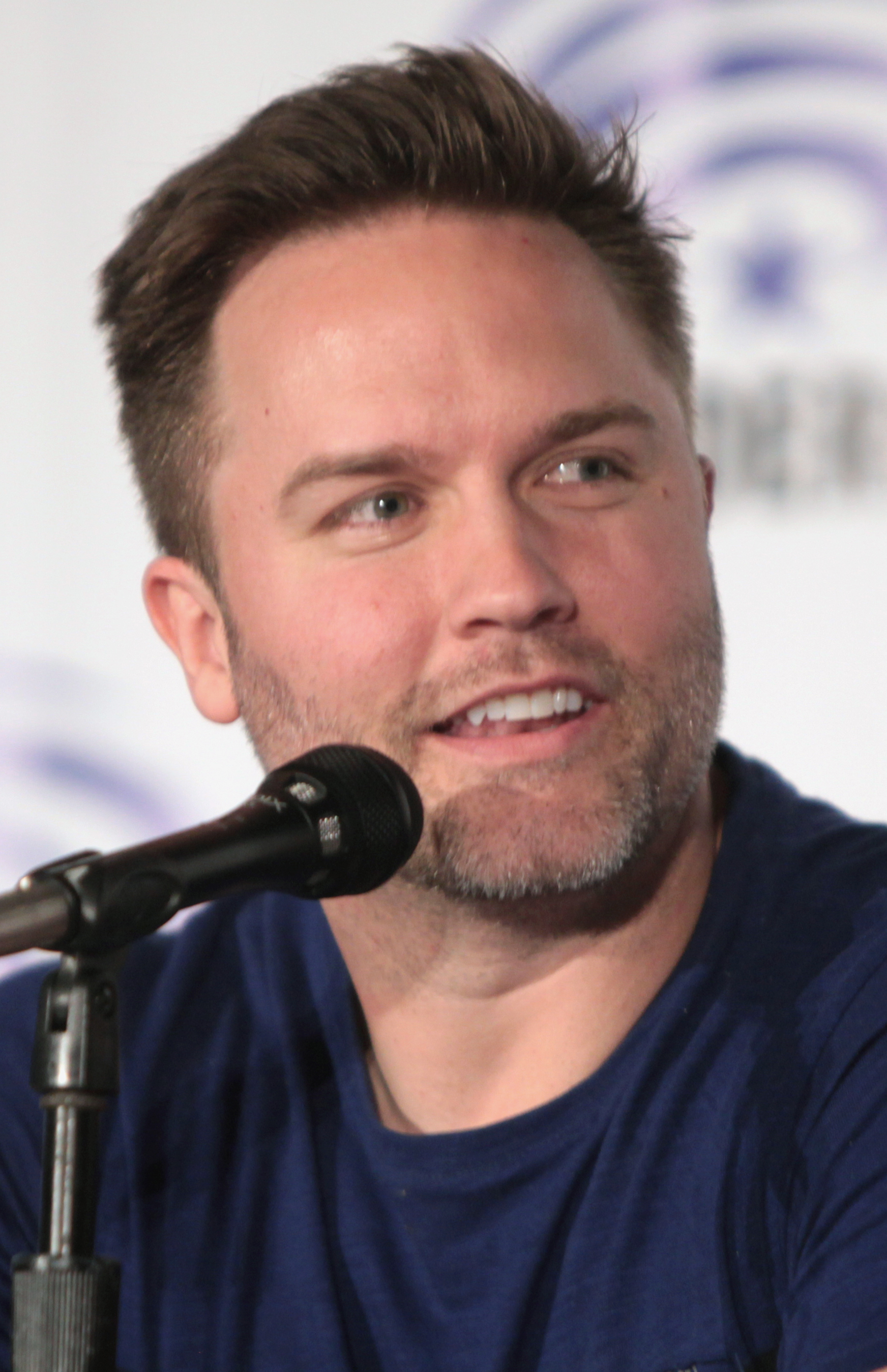
Scott Porter (* 1979)

- Porter, Sean, US-amerikanischer Kameramann
- Porter, Shanelle (* 1972), US-amerikanische Leichtathletin
- Porter, Shawn (* 1987), US-amerikanischer Boxer
- Porter, Stephen C. (1934–2015), US-amerikanischer Geologe
- Porter, Stephen Geyer (1869–1930), US-amerikanischer Politiker
- Porter, Susie (* 1971), australische Schauspielerin
- Porter, Terry (* 1953), US-amerikanische Skilangläuferin
- Porter, Terry (* 1954), US-amerikanischer Toningenieur
- Porter, Terry (* 1963), US-amerikanischer Basketballspieler und -trainer
- Porter, Tiffany (* 1987), britische Hürdenläuferin
- Porter, Tim (* 1974), britischer Filmeditor
- Porter, Timothy H. (1785–1845), US-amerikanischer Politiker
- Porter, Tiran (* 1948), US-amerikanischer Sänger und Bassist der Doobie Brothers
- Porter, Walter (1903–1979), britischer Mittel- und Langstreckenläufer
- Porter, Warren R. (1861–1927), US-amerikanischer Politiker
- Porter, William (1926–2000), US-amerikanischer Leichtathlet
- Porter, William Dennison (1810–1883), US-amerikanischer Politiker
- Porter, William J. (1914–1988), US-amerikanischer Diplomat
- Porter, Willy (* 1964), US-amerikanischer Singer-Songwriter mit Blues- und Rock-Einschlag
- Porter-Follows, Lyla (* 1991), kanadisch-US-amerikanische Schauspielerin
- Portères, Roland (1906–1974), französischer Ethnobotaniker und Agrarwissenschaftler
- Porterfield, Ian (1946–2007), schottischer Fußballspieler und -trainer
- Porterfield, Matthew (* 1977), US-amerikanischer Regisseur, Drehbuchautor und Schauspieler
- Porterfield, Wilbur H. (1873–1958), US-amerikanischer Fotograf und Piktorialist
- Porteria, Jose Elmer (* 1994), philippinisch-US-amerikanischer Fußballspieler
- Portero, Alana S. (* 1978), spanische Schriftstellerin, Dramatikerin und TheaterregisseurinAlana S. Portero (* 1978)

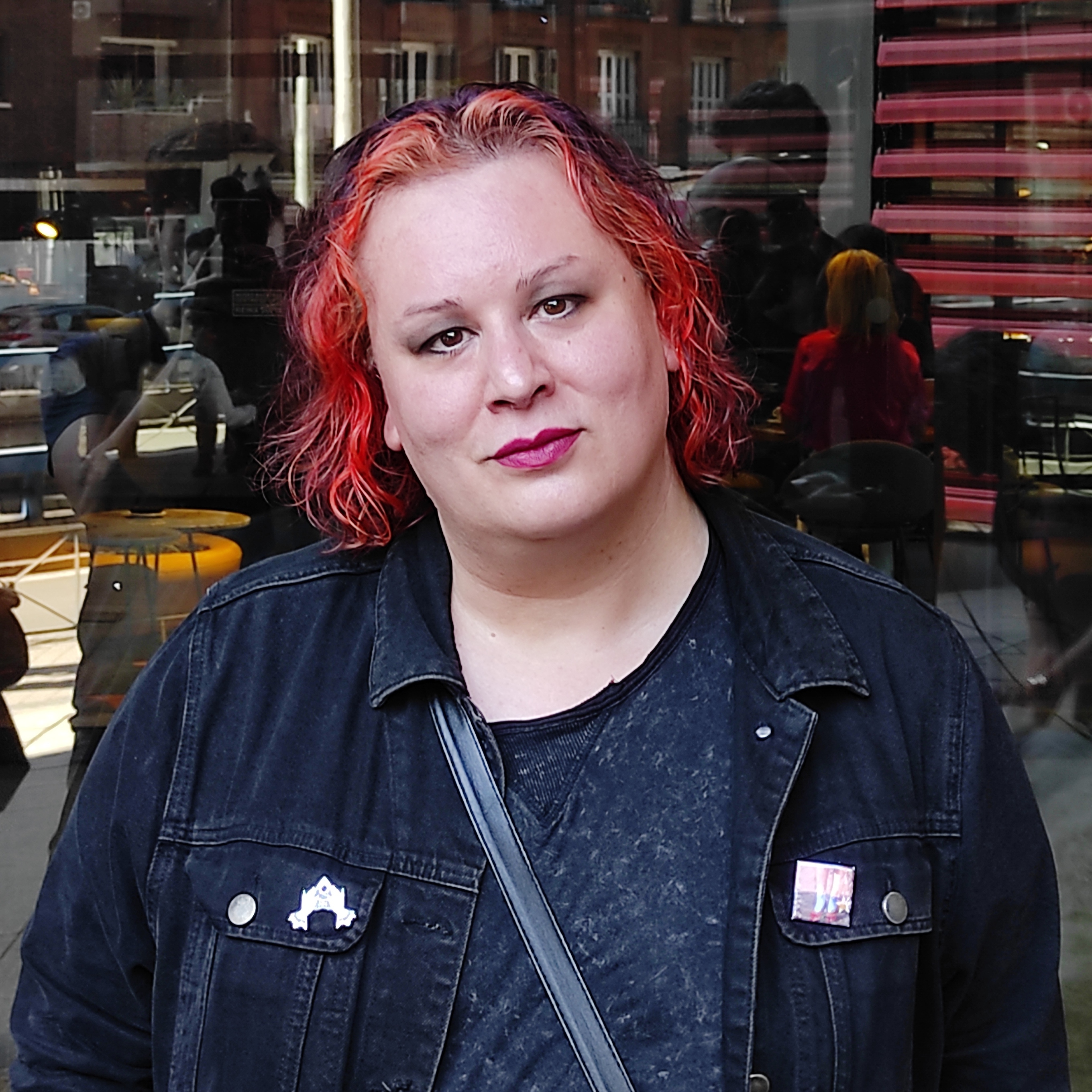
Alana S. Portero (* 1978)

- Portes Gil, Emilio (1891–1978), mexikanischer Politiker, Präsident von Mexiko
- Portes, Alain (* 1961), französischer Handballspieler und -trainer
- Portes, Alejandro (* 1944), US-amerikanischer Soziologe kubanischer Herkunft
- Porteus, Beilby (1731–1809), anglikanischer Bischof und Abolitionist
- Portevin, Albert (1880–1962), französischer Metallurge

#### Porth
- Porth, Friedrich Wilhelm (1800–1874), deutscher Theaterschauspieler
- Porth, Karl (1833–1905), deutscher Theaterschauspieler
- Porth, Wilfried (* 1959), deutscher Manager
- Porth, Willy (1864–1932), deutscher Bühnenschauspieler und -regisseur
- Porthan, Henrik Gabriel (1739–1804), finnischer Gelehrter, gilt als „Vater der finnischen Geschichtsschreibung“
- Porthault, Alain (1929–2019), französischer Sprinter
- Porthault, Daniel (1901–1976), französischer Autorennfahrer
- Portheim, Gustav von (1823–1916), Person des böhmischen und österreichischen Genossenschaftswesens
- Portheim, Max von (1857–1937), österreichischer Geschichtsforscher und Sammler
- Portheine-Rink, Emma (1881–1974), niederländische Malerin, Aquarellistin und Zeichnerin

#### Porti
- Portianus, französischer Heiliger
- Portielje, Edward (1861–1949), belgischer Genremaler
- Portielje, Gerard (1856–1929), belgischer Genremaler
- Portielje, Jan (1829–1908), niederländisch-belgischer Genre- und Porträtmaler
- Portier, Christopher (* 1957), US-amerikanischer Biostatistiker
- Portier, Michael (1795–1859), französisch-US-amerikanischer römisch-katholischer Geistlicher, Bischof von Mobile
- Portilho, Gabi (* 1995), brasilianische FußballspielerinGabi Portilho (* 1995)

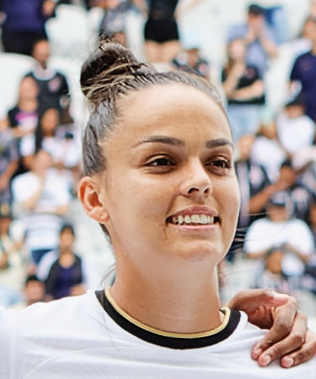
Gabi Portilho (* 1995)

- Portillo Cabrera, Alfonso Antonio (* 1951), guatemaltekischer Politiker
- Portillo Ramírez, María José (* 1999), mexikanische Tennisspielerin
- Portillo, Álvaro del (1914–1994), spanischer Theologe und Prälat des Opus Dei
- Portillo, Blanca (* 1963), spanische Schauspielerin, Theaterproduzentin und -regisseurin
- Portillo, Erick (* 2000), mexikanischer Hochspringer
- Portillo, Francisco (* 1990), spanischer Fußballspieler
- Portillo, Javier (* 1982), spanischer Fußballspieler
- Portillo, Leonardo López (* 1820), mexikanischer Botschafter
- Portillo, Lourdes (1943–2024), US-amerikanische Filmproduzentin, Regisseurin und Drehbuchautorin
- Portillo, Marcos (* 2000), argentinischer professioneller Fußballspieler
- Portillo, Michael (* 1953), britischer Politiker und Journalist
- Portillo, Miguel (* 1982), argentinischer Fußballspieler
- Portillo, Patricia (* 1974), spanische Freestyle-Skierin
- Portimo, Tommy (* 1981), finnischer Schlagzeuger
- Portinari, Beatrice (1266–1290), italienische Frau, Jugendliebe Dante Alighieris
- Portinari, Candido (1903–1962), brasilianischer Maler
- Portinaro, Francesco († 1578), italienischer Komponist
- Portis, Bobby (* 1995), amerikanischer Basketballspieler
- Portis, Charles (1933–2020), US-amerikanischer Schriftsteller
- Portis, Clinton (* 1981), US-amerikanischer American-Football-Spieler
- Portisch, Gertraude (1920–2018), österreichische Schriftstellerin
- Portisch, Hugo (1927–2021), österreichischer Journalist und SachbuchautorHugo Portisch (1927–2021)

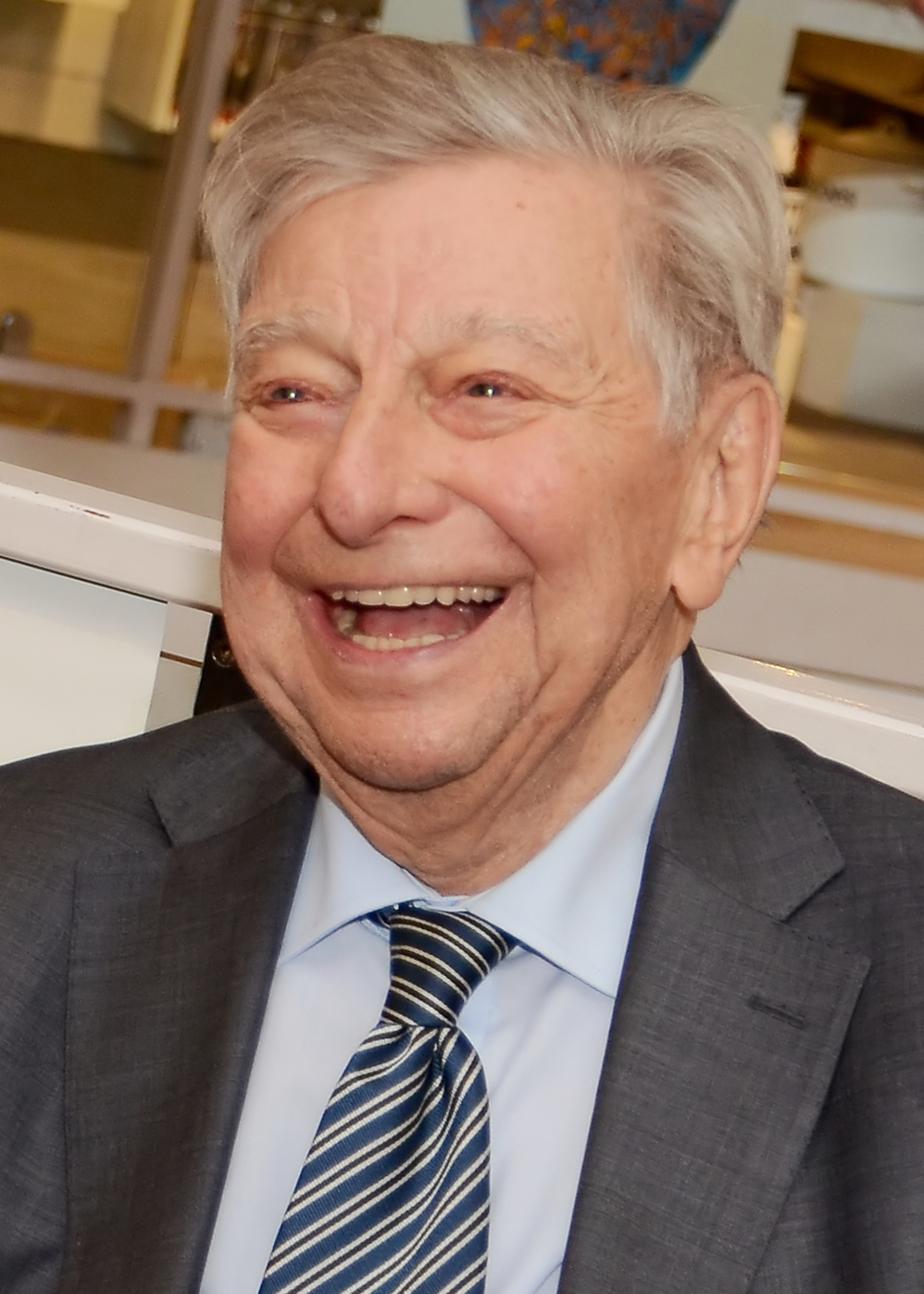
Hugo Portisch (1927–2021)

- Portisch, Lajos (* 1937), ungarischer Schachspieler
- Portisch, Reinhold (1930–2002), österreichischer Komponist, Musikpädagoge und Musikmanager
- Portitz, Dietrich von († 1367), Erzbischof von Magdeburg
- Portius, August (1834–1912), sächsischer Generalmajor
- Portius, Simon, griechischer Grammatiker
- Portius, Wolfgang, deutscher Fußballspieler

#### Portl
- Pörtl, Karl (1898–1992), deutscher Jurist
- Pörtl, Klaus (* 1938), deutscher Romanist
- Portlock, Nathaniel († 1817), britischer Marineoffizier und Entdecker
- Portloff, Gothart (1899–1970), deutscher Theater- und Filmschauspieler

#### Portm
- Portman, Clem (1905–1992), US-amerikanischer Tontechniker
- Portman, Daniel (* 1992), schottischer Schauspieler
- Portman, Eric (1901–1969), britischer Charakterschauspieler bei Bühne und Film
- Portman, John (1924–2017), US-amerikanischer Architekt und Immobilienentwickler
- Portman, Mary Isabel (1877–1931), englisch-britische Adlige, Violinistin und frühe Automobilistin
- Portman, Maurice Vidal (1860–1935), britischer Offizier
- Portman, Natalie (* 1981), israelisch-US-amerikanische Schauspielerin, Regisseurin und FilmproduzentinNatalie Portman (* 1981)

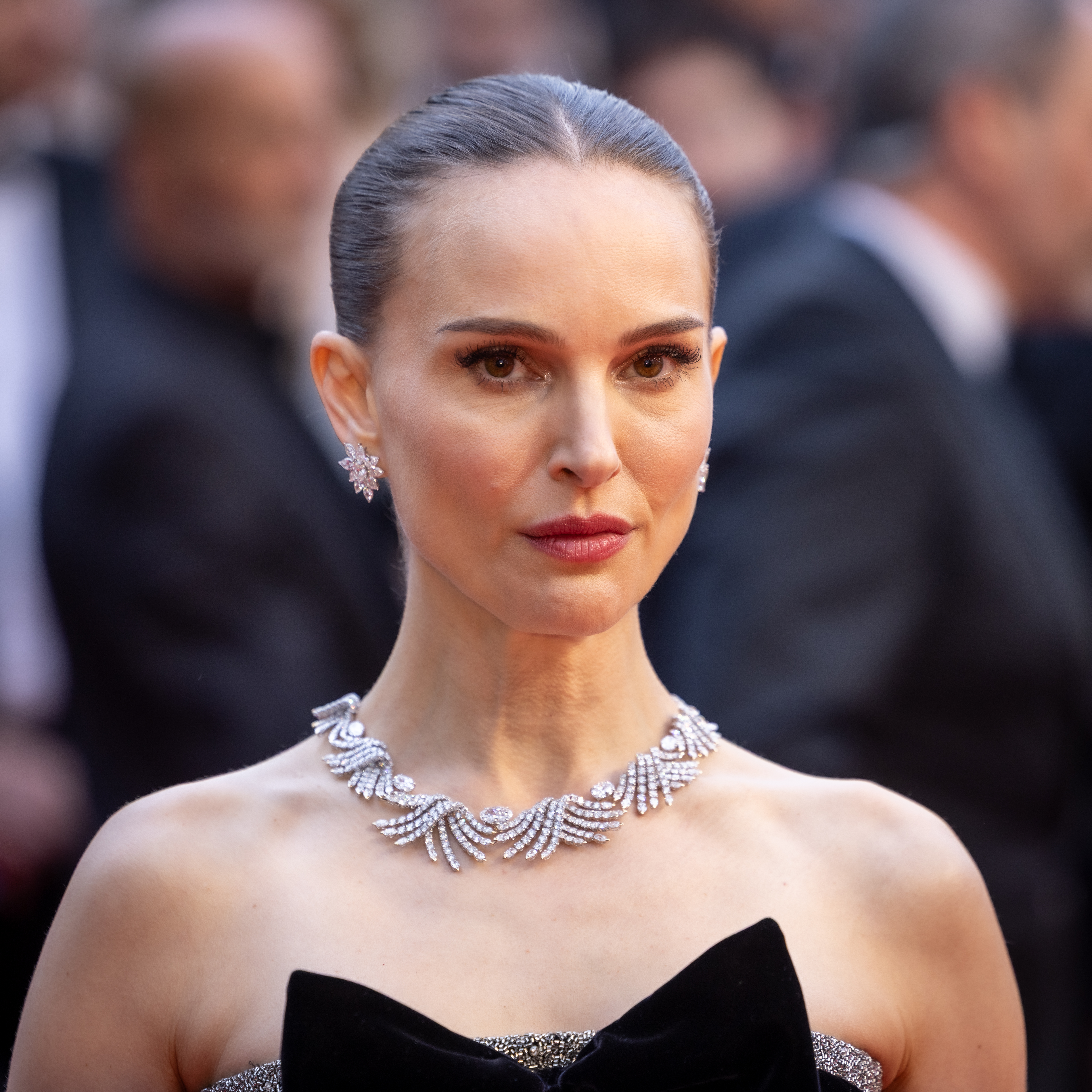
Natalie Portman (* 1981)

- Portman, Rachel (* 1960), britische Komponistin
- Portman, Richard (1934–2017), US-amerikanischer Tontechniker
- Portman, Rob (* 1955), US-amerikanischer Politiker und Jurist
- Portmann, Adolf (1897–1982), Schweizer Zoologe und Naturphilosoph
- Portmann, Andy (* 1966), Schweizer Sänger
- Portmann, Anna-Lena (* 1985), deutsche Grasskiläuferin
- Portmann, Beat (* 1976), Schweizer Schriftsteller
- Portmann, Benno (* 1969), deutscher Politiker (CDU), MdL
- Portmann, Edy (* 1976), Schweizer Informatiker
- Portmann, Hans-Peter (* 1963), Schweizer Bankmanager und Politiker (FDP)Hans-Peter Portmann (* 1963)

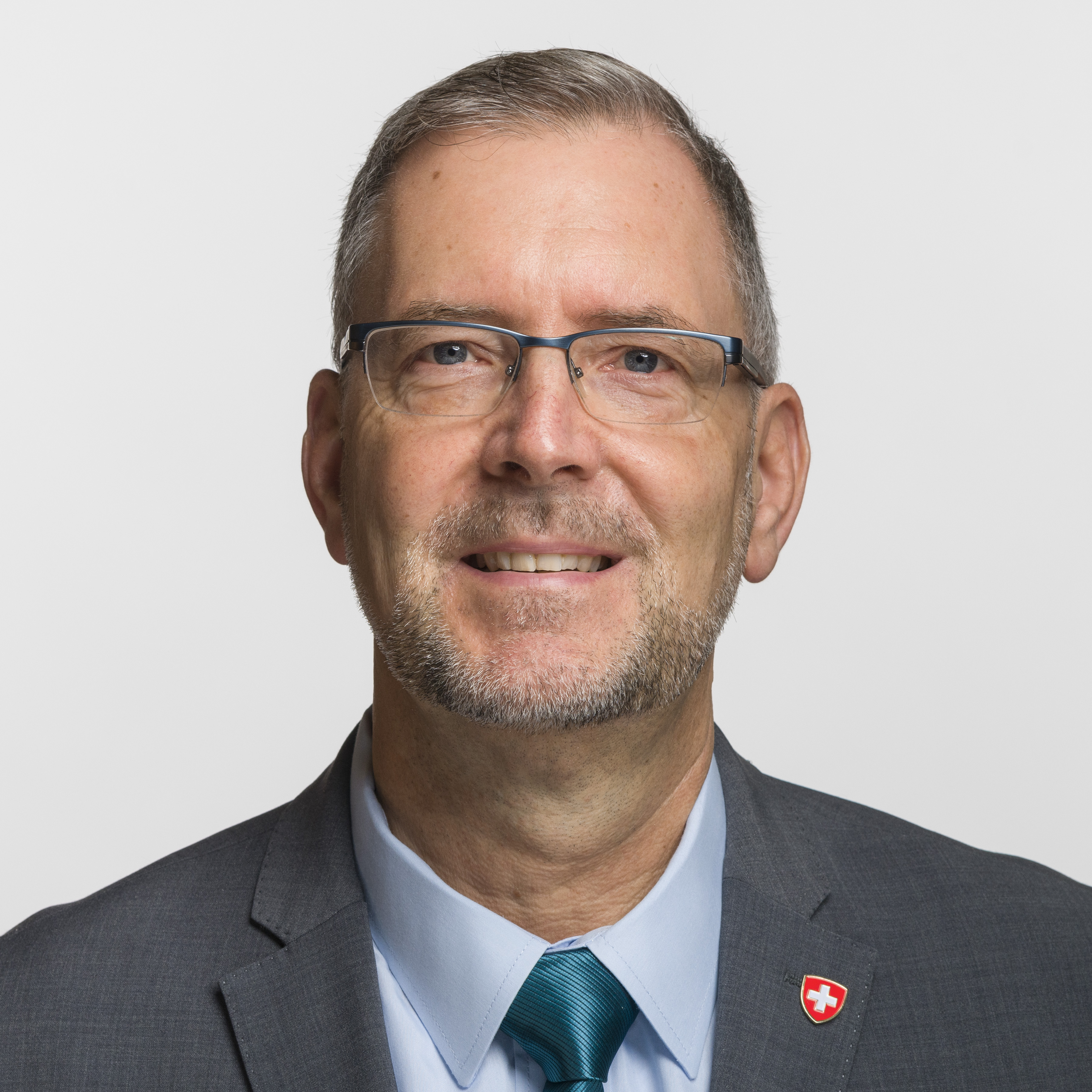
Hans-Peter Portmann (* 1963)

- Portmann, Heinrich (1905–1961), deutscher katholischer Priester, Kirchenrechtler und Schriftsteller
- Portmann, Hugo (* 1959), Schweizer Bankräuber und Gefängnisausbrecher
- Portmann, Johann (1595–1665), kurbrandenburgischer Hofrat und Diplomat
- Portmann, Johann Gottlieb (1739–1798), deutscher Komponist
- Portmann, Kurt (* 1967), US-amerikanischer Basketballspieler
- Portmann, Michael (* 1975), schweizerischer Historiker
- Portmann, Michel (* 1981), Schweizer Basketballspieler
- Portmann, Paul (* 1914), Schweizer Kunsthistoriker
- Portmann, Plato (1920–2014), Schweizer Biochemiker
- Portmann, Stefan (* 1984), Schweizer Grasskiläufer
- Portmann, Stephan (1933–2003), Schweizer Medienpädagoge, Publizist und erster Leiter der Solothurner Filmtage
- Portmann, Valérie (* 1958), Schweizer Pianistin und Jazzmanagerin
- Portmann, Wolfgang (* 1955), Schweizer Rechtswissenschaftler

#### Portn
- Portner, Christian (1870–1951), Schweizer Evangelist
- Portner, Dieter (* 1939), deutscher Offizier und Pädagoge
- Portner, Ernst (1925–2010), deutscher Historiker
- Pörtner, Friedrich (* 1942), deutscher Politiker (CDU), MdL
- Pörtner, Hans-Otto (* 1955), deutscher Ökologe und Klimaforscher
- Pörtner, Johannes Matthäus (1747–1790), deutscher Ordensgeistlicher und Sänger
- Pörtner, Margit (1972–2017), dänische Curlerin
- Portner, Nikola (* 1993), Schweizer HandballspielerNikola Portner (* 1993)

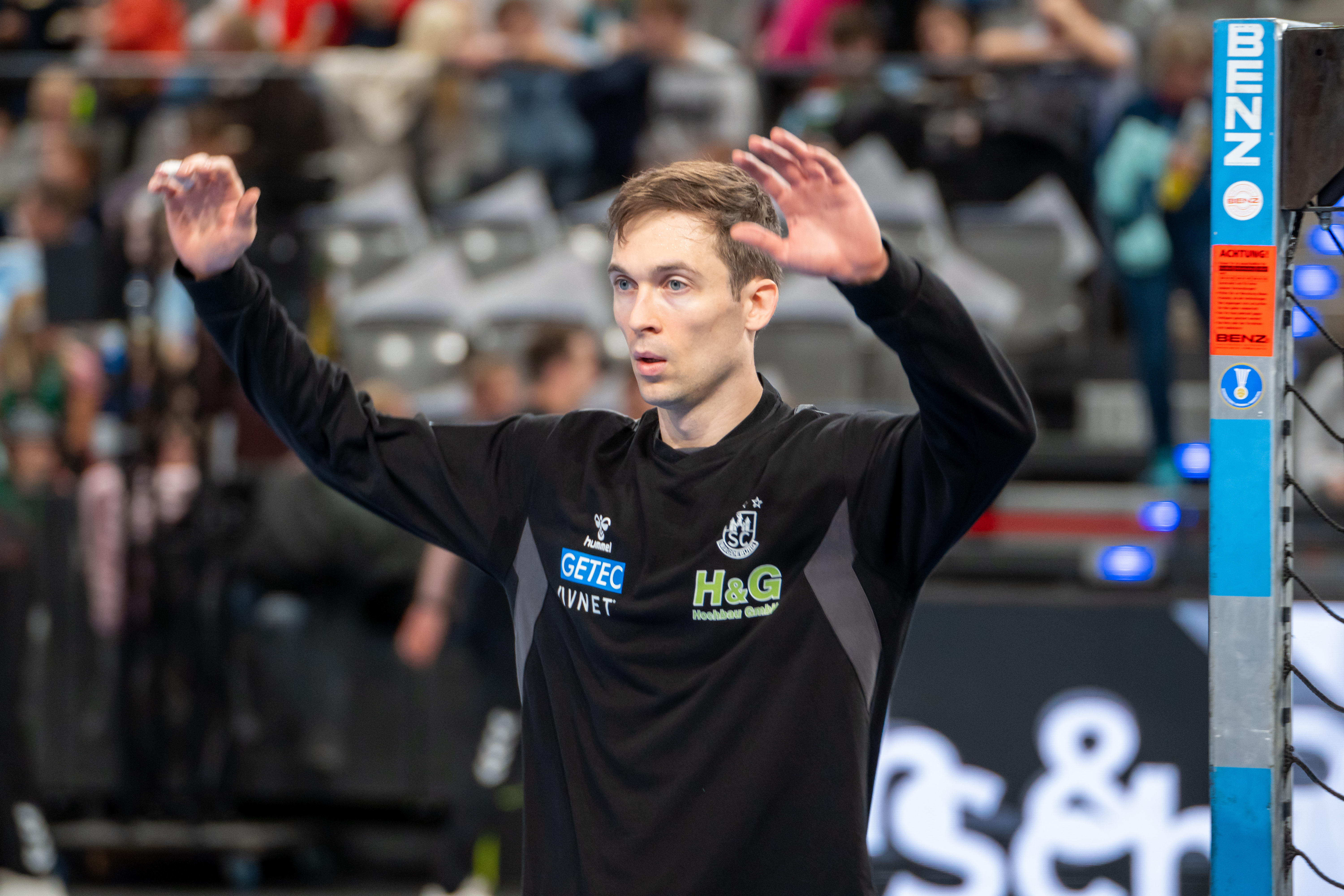
Nikola Portner (* 1993)

- Pörtner, Paul (1925–1984), deutscher Schriftsteller und Übersetzer
- Pörtner, Peter (* 1953), deutscher Japanologe
- Pörtner, Rudolf (1912–2001), deutscher Journalist und Sachbuchautor
- Pörtner, Rudolf junior (* 1944), deutscher Studentenwerks-Geschäftsführer und mittellateinischer Philologe
- Pörtner, Stephan (* 1965), Schweizer Schriftsteller
- Pörtner, Xenia (1932–2005), deutsche Theater- und Filmschauspielerin
- Portner, Zlatko (1962–2020), jugoslawischer Handballspieler und -trainer
- Portnjagin, Igor Igorewitsch (* 1989), russischer Fußballspieler
- Portnoff, Leo (1875–1940), ukrainischer Violinist, Komponist und Musikpädagoge
- Portnow, Alexander Stalijewitsch (* 1961), sowjetisch-belarussischer Wasserspringer
- Portnow, Andrij (1973–2025), ukrainischer Rechtsanwalt und Politiker
- Portnow, Andrij (* 1979), ukrainischer Historiker und Publizist
- Portnow, Richard (* 1947), US-amerikanischer Schauspieler
- Portnowa, Angelina (* 2001), kasachische Fußballtorhüterin
- Portnowa, Sinaida Martynowna (1926–1944), sowjetische Untergrundkämpferin im Zweiten WeltkriegSinaida Martynowna Portnowa (1926–1944)

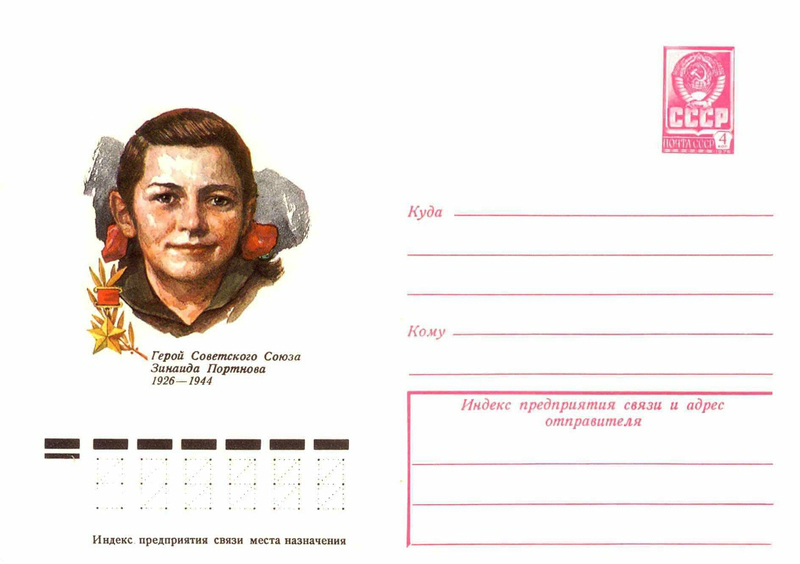
Sinaida Martynowna Portnowa (1926–1944)

- Portnoy, Jerry (* 1943), US-amerikanischer Blues-Musiker
- Portnoy, Michael (* 1971), US-amerikanischer Performancekünstler
- Portnoy, Mike (* 1967), US-amerikanischer SchlagzeugerMike Portnoy (* 1967)

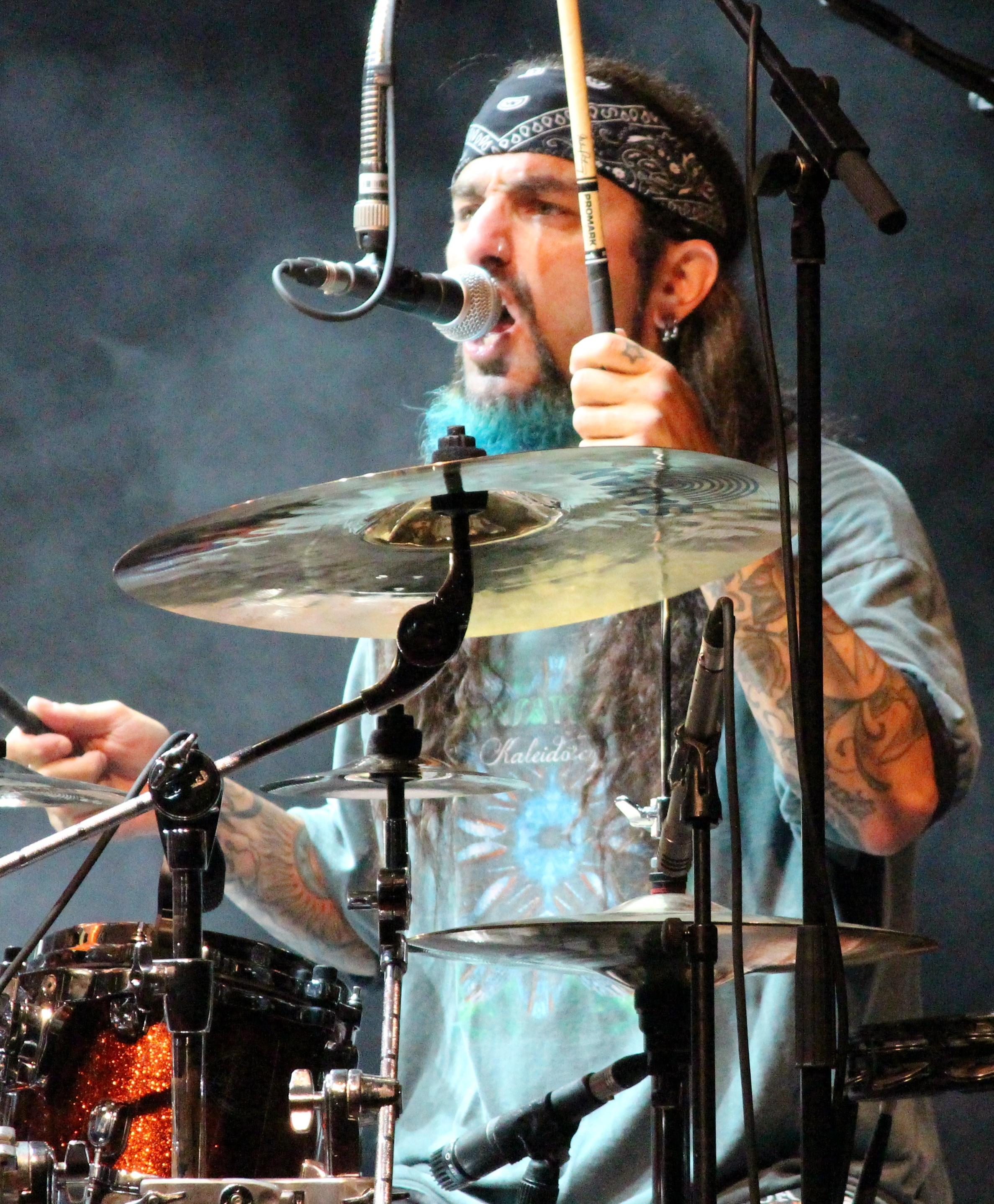
Mike Portnoy (* 1967)

- Portnykow, Witalij (* 1967), ukrainischer Journalist, Publizist, Schriftsteller, Politikanalyst, Fernsehmoderator und Radiokommentator

#### Porto
- Pôrto de Oliveira, Amaury Banhos (* 1926), brasilianischer Diplomat
- Porto, Baldassare (1923–2013), italienischer Sprinter
- Porto, Guilherme (* 1942), brasilianischer Geistlicher, emeritierter römisch-katholischer Bischof von Sete Lagoas
- Porto, Luigi da (1485–1529), italienischer Autor
- Porto, Manuela (1908–1950), portugiesische Schauspielerin, Theaterkritikerin, Dichterin, Übersetzerin und Feministin
- Porto, Sebastián (* 1978), argentinischer Motorradrennfahrer
- Porto, Severiano Mário (1930–2020), brasilianischer Architekt und Hochschullehrer
- Porto-Riche, Georges de (1849–1930), französischer Dramatiker und Romancier
- Portocarrero Costa, João Batista (1904–1959), brasilianischer römisch-katholischer Geistlicher und Koadjutorerzbischof von Olinda e Recife
- Portocarrero Lasso de la Vega, Melchor (1636–1705), Vizekönig von Neuspanien und Peru
- Portocarrero Osorio Villalpando y Guzmán, Cristóbal Gregorio VI. (1693–1763), spanischer Botschafter in London (1731–1736)
- Portocarrero, Hope (1929–1991), nicaraguanische Präsidentengattin
- Portocarrero, René (1912–1985), kubanischer Maler, Illustrator und Keramiker
- Portocarro, Pedro Leão, portugiesischer Autor und Reisender
- Portoghesi, Paolo (1931–2023), italienischer Architekt und Hochschullehrer
- Portois, August (1841–1895), österreichischer Unternehmer
- Portokaloglou, Nikos (* 1957), griechischer Musiker und Liedermacher
- Portolà, Gaspar de (1716–1784), Gouverneur von Baja California und Alta California, Entdecker und Gründer von San Diego und Monterey
- Portolano, Luciano (* 1960), italienischer Militär, Generalstabschef der Streitkräfte

#### Ports
- Portschy, Tobias (1905–1996), österreichischer Jurist und Politiker (NSDAP), MdRTobias Portschy (1905–1996)

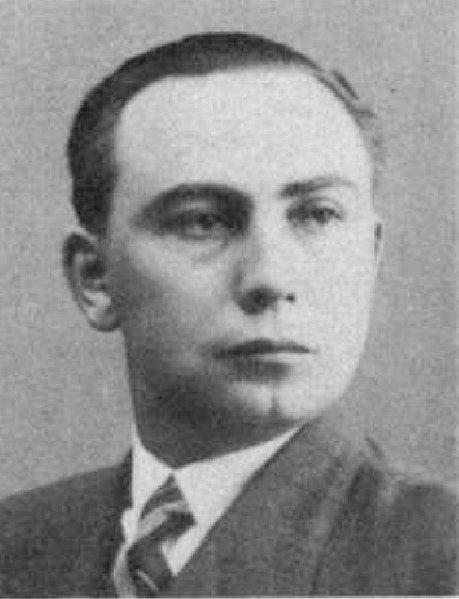
Tobias Portschy (1905–1996)

- Portsmouth, Percy (1874–1953), britischer Bildhauer

#### Portt
- Porttmann, Carl († 1894), deutscher Genremaler
- Porttmann, Wilhelm (1819–1893), deutscher Maler

#### Portu
- Portu (* 1992), spanischer Fußballspieler
- Portugal e Castro, Fernando José de (1752–1817), portugiesisch-brasilianischer Politiker
- Portugal y Serratos, José María de Jesús (1838–1912), mexikanischer Ordensgeistlicher, römisch-katholischer Bischof von Aguascalientes
- Portugal, Afonso de (1509–1540), Kardinal der römisch-katholischen Kirche
- Portugal, Alfonso (1934–2016), mexikanischer Fußballspieler
- Portugal, João (* 1973), portugiesischer Popsänger
- Portugal, João (* 1977), portugiesischer Politiker (PS)
- Portugal, Marcos António (1762–1830), portugiesischer Komponist von Opern und Kirchenmusik
- Portugal, Mariá (* 1984), brasilianische Jazz- und Improvisationsmusikerin (Schlagzeug, Komposition)
- Portugal, Maria Isabella von (1797–1818), Königin von Spanien und Infantin von Portugal
- Portugal, Samuel (* 1994), brasilianischer Fußballspieler
- Portugal, Yisroel Avrohom (1923–2019), US-amerikanischer Großrabbiner und geistiges Oberhaupt der Skulen-Sekte
- Portugall, Adele von (1818–1910), deutsche Fröbelpädagogin
- Portugall, Ferdinand (1837–1901), österreichischer Politiker
- Portugall, Manfred, deutscher Jazzgitarrist
- Portugalow, Nikolai Sergejewitsch (1928–2008), sowjetischer Journalist und Politiker
- Portune, Andreas (1875–1945), deutscher Politiker (SPD, USPD, SAPD), MdR und Gewerkschafter
- Portunowa, Julija Alexandrowna (* 1994), russische Curlerin
- Portuondo, Omara (* 1930), kubanische MusikerinOmara Portuondo (* 1930)

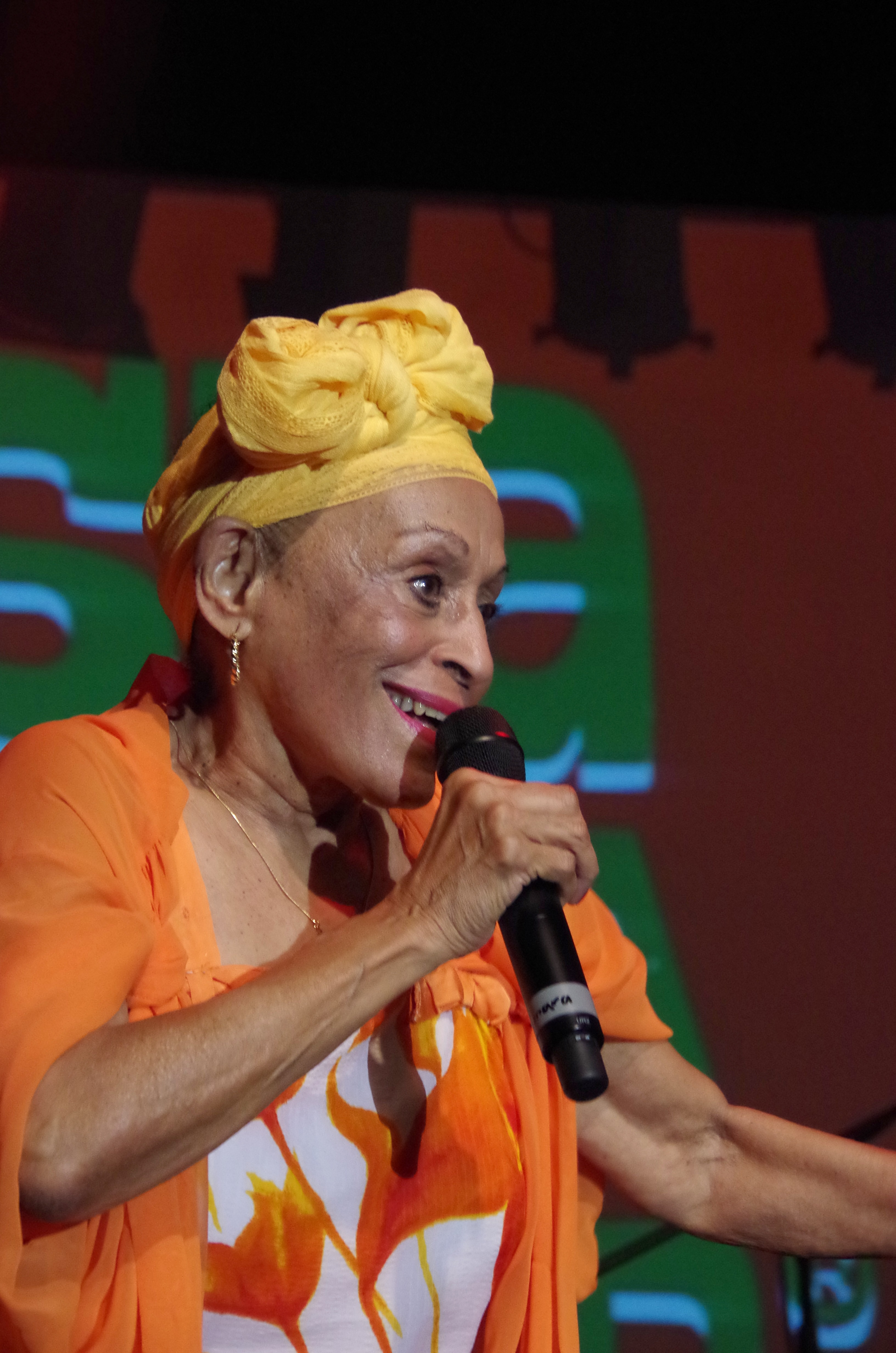
Omara Portuondo (* 1930)

- Portus, Aemilius (* 1550), italienischer Philologe und Hochschullehrer

#### Portw
- Portwich, Ramona (* 1967), deutsche Kanutin und Kanutrainerin

#### Porty
- Portyk, Tomáš (* 1996), tschechischer Nordischer Kombinierer

#### Portz
- Portz, Frank Edgar (* 1943), deutscher Politiker (FDP) und Staatssekretär (Hessen)
- Portz, Hans (1863–1925), deutscher Theaterschauspieler
- Portz, Rolf (* 1940), deutscher General und Inspekteur der Luftwaffe
- Portz, Willi (* 1951), deutscher Politiker (SPD), MdL
- Portzamparc, Christian de (* 1944), französischer Architekt und Stadtplaner
- Portzehl, Otto (1860–1945), deutscher Pädagoge
- Pörtzel, Johann Andreas (1736–1821), deutscher lutherischer Geistlicher
- Portzmoguer, Hervé de († 1512), französischer SeefahrerHervé de Portzmoguer († 1512)

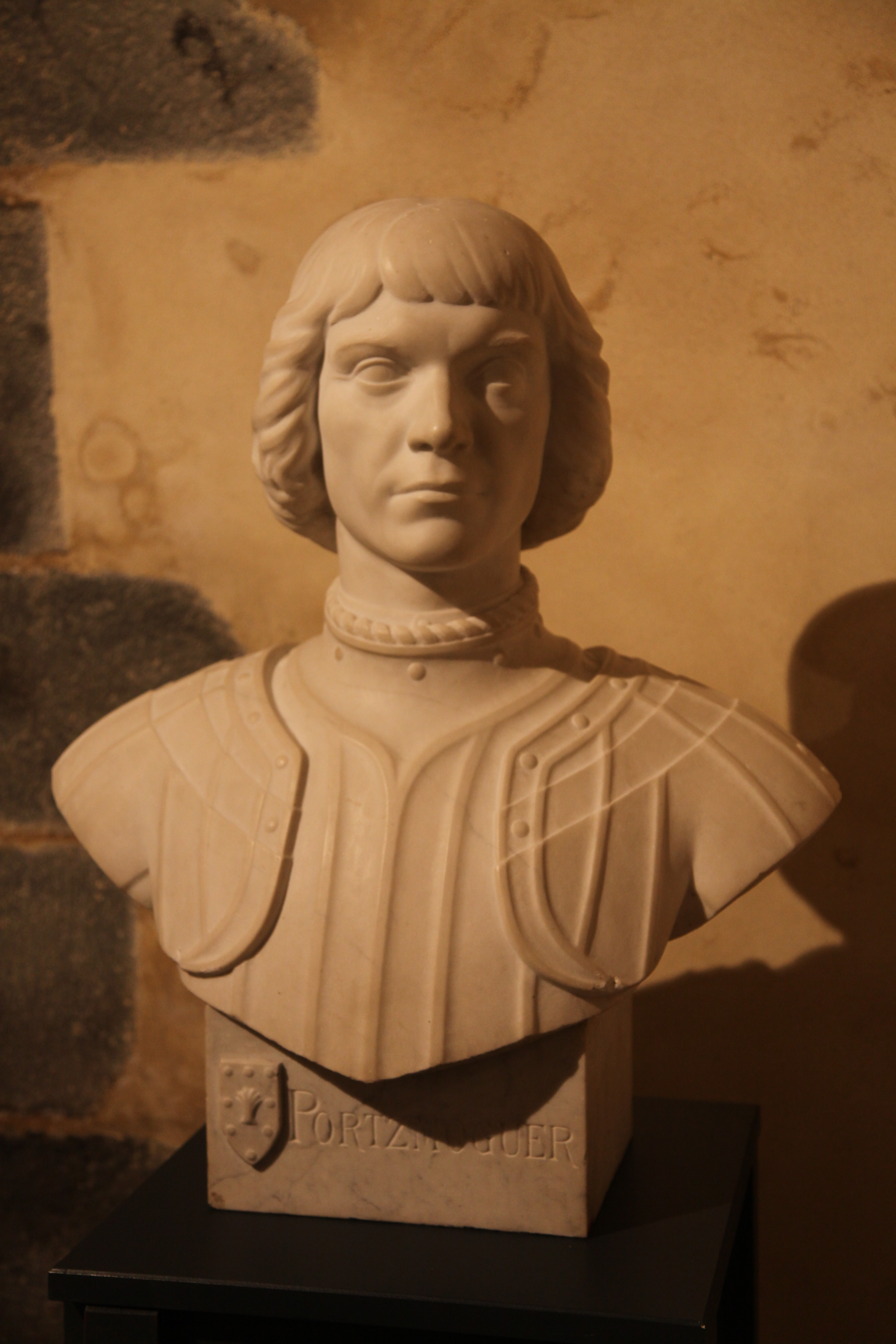
Hervé de Portzmoguer († 1512)

### Poru
- Porubin, Gabriela (* 1994), moldawische Tennisspielerin
- Porumbescu, Ciprian (1853–1883), rumänischer Komponist
- Porumbescu, Iraclie (1823–1896), rumänisch-orthodoxer Priester und Schriftsteller
- Porunnedom, José (* 1956), indischer Geistlicher, syro-malabarischer Bischof von Mananthavady
- Porusch, Meir (* 1955), israelischer Politiker
- Porusch, Menachem (1916–2010), israelischer Rabbiner und Politiker
- Porush, Danny (* 1957), amerikanischer Unternehmer und Börsenmakler

### Porv
- Porvari, Jukka (* 1954), finnischer Eishockeyspieler

### Porw
- Porwik, Claudia (* 1968), deutsche Tennisspielerin
- Porwol, Stefan (* 1955), deutscher Jurist und Politiker (CDU)
- Porwoll, Hans (1898–1984), deutscher Maler
- Porwoll, Martin (* 1971), deutscher Whistleblower

### Pory
- Poryes, Michael (* 1955), US-amerikanischer Drehbuchautor, Produzent und Dramaturg

### Porz
- Porz, Karl († 1549), reformatorischer Amtmann
- Porzelt, Adam (1891–1965), deutscher Geodät, Ministerialbeamter und Politiker (BCSV, CDU), MdL
- Porzelt, Burkard (* 1962), deutscher Theologe und Hochschullehrer
- Porzelt, Karl (1871–1943), deutscher Jurist und Kommunalpolitiker
- Porzer, Josef (1847–1914), österreichischer Politiker, Wiener Vizebürgermeister, Landtagsabgeordneter
- Pörzgen, Gemma (* 1962), deutsche Journalistin
- Pörzgen, Hermann (1905–1976), deutscher Journalist
- Pörzgen, Tilman (* 1993), deutscher SchauspielerTilman Pörzgen (* 1993)

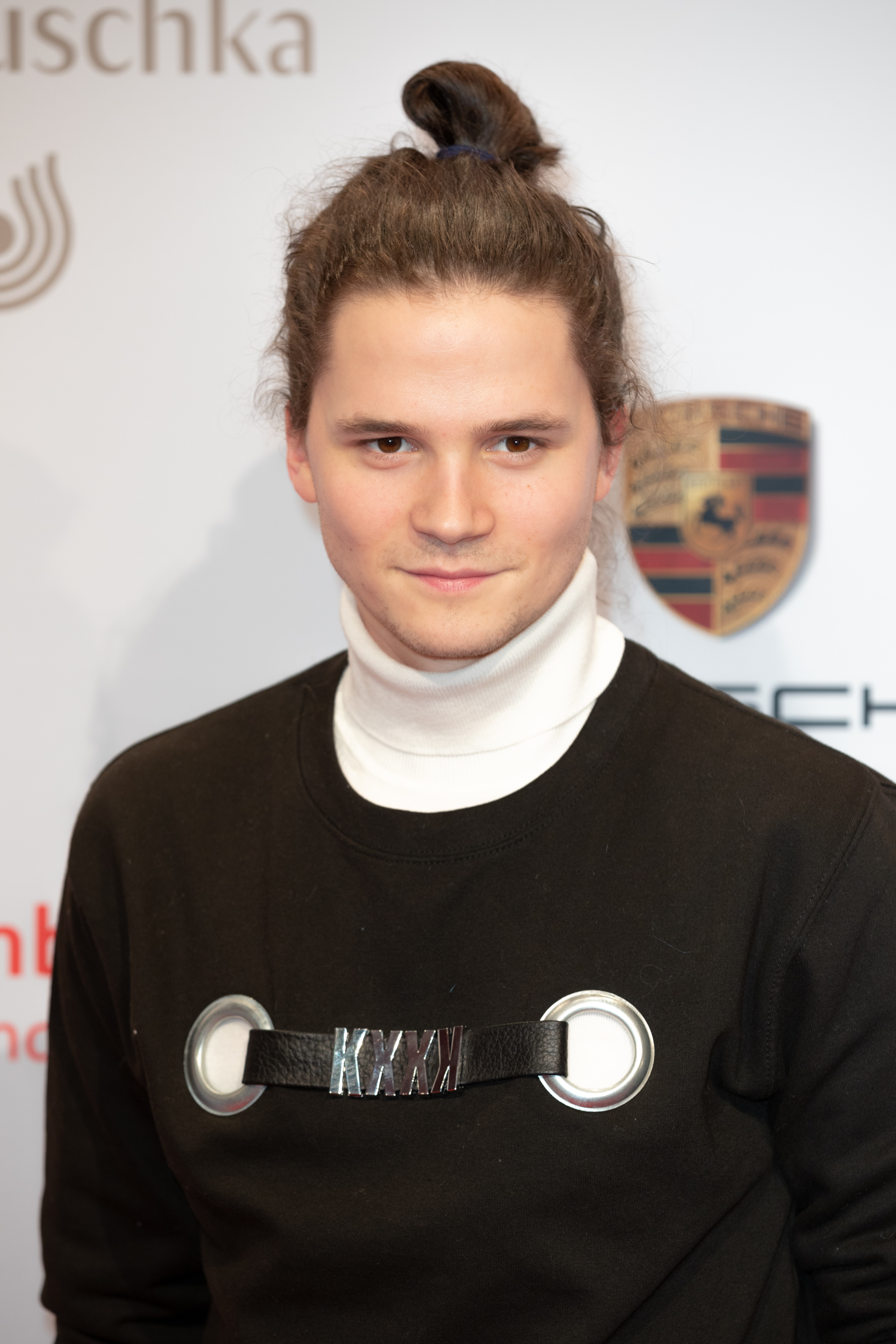
Tilman Pörzgen (* 1993)

- Porzig, Max (1865–1910), deutscher Richter und Politiker, MdR
- Porzig, Max (1879–1948), deutscher Journalist und Schriftsteller
- Porzig, Nick (* 1972), australischer Ruderer
- Porzig, Walter (1895–1961), deutscher Sprachwissenschaftler
- Porziņģis, Kristaps (* 1995), lettischer BasketballspielerKristaps Porziņģis (* 1995)

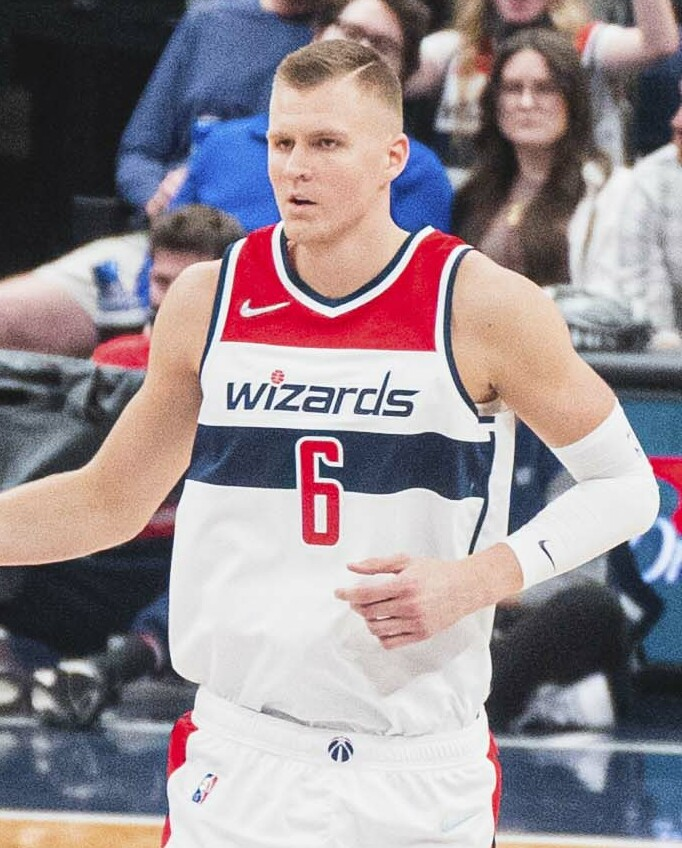
Kristaps Porziņģis (* 1995)

- Porzio, Alfredo (1900–1976), argentinischer Boxer und Boxpromoter
- Porzio, Camillo (* 1526), italienischer Historiker
- Porzio, Francesco (* 1966), italienischer Wasserballspieler
- Porzio, Giuseppe (* 1967), italienischer Wasserballspieler und -trainer
- Porzio, Lorenzo (* 1981), italienischer Ruderer und Organist
- Porzio, Nino (* 1972), italienisch-deutscher Popsänger, Schauspieler und Musiker
- Porzner, Erwin (* 1936), deutscher Handballspieler und Handballtrainer
- Porzner, Hans-Peter (* 1958), deutscher Künstler und Autor
- Porzner, Konrad (1935–2021), deutscher Politiker (SPD), MdA, MdB
- Porzner, Manuel (* 1996), deutscher Radsportler
- Porzsolt, Franz (* 1946), deutscher Azt